# BNO-10 kódok listája
 A BNO-kódrendszer hivatalos nemzetközi forrása az Egészségügyi Világszervezet (WHO) honlapja; az ÁEEK által finanszírozott egészségügyi ellátások tekintetében az aeek.hu az irányadó!
A betegségek nemzetközi osztályozására szolgáló kódrendszer (BNO) 10. revíziója három karakteres tételeinek listája.
Mivel minden lehetséges állapotot valahova be kell tudni sorolni, ezért lehetőség van az „egyéb  meghatározott” és a külön  megjelölés nélküli (k.m.n.), valamint a máshova nem osztályozott (m.n.o) kategóriák használatára is, amikor az adott csoporton belül a specifikus kategóriák egyikébe sem sorolható be a betegség. Bizonyos betegségeknél lehetőség van az elsődlegesen már más csoportba besorolt alapbetegség melletti betegség besorolására („kettős osztályozás”) ezek a felsorolásban csillaggal vagy kereszttel (*, †) vannak jelölve, és önállóan nem, csak kiegészítésként használhatók („kiegészítő kódok”). 
| Sorszám | Főcsoport                                                                                                | BNO kódok |
| ------- | --- | --------- |
| 01      | BNO-10-01 – Fertőző és parazitás betegségek                                                              | A00–B99   |
| 02      | BNO-10-02 – Daganatok                                                                                    | C00–D48   |
| 03      | BNO-10-03 – A vér és a vérképző szervek betegségei és az immunrendszert érintő bizonyos rendellenességek | D50–D89   |
| 04      | BNO-10-04 – Endokrin, táplálkozási és anyagcsere betegségek                                              | E00–E90   |
| 05      | BNO-10-05 – Mentális és viselkedészavarok                                                                | F00–F99   |
| 06      | BNO-10-06 – Az idegrendszer betegségei                                                                   | G00–G99   |
| 07      | BNO-10-07 – A szem és függelékeinek betegségei                                                           | H00–H59   |
| 08      | BNO-10-08 – A fül és a csecsnyúlvány megbetegedései                                                      | H60–H95   |
| 09      | BNO-10-09 – A keringési rendszer betegségei                                                              | I00–I99   |
| 10      | BNO-10-10 – A légzőrendszer betegségei                                                                   | J00–J99   |
| 11      | BNO-10-11 – Az emésztőrendszer betegségei                                                                | K00–K93   |
| 12      | BNO-10-12 – A bőr és bőralatti szövet betegségei                                                         | L00–L99   |
| 13      | BNO-10-13 – A csont-izomrendszer és kötőszövet betegségei                                                | M00–M99   |
| 14      | BNO-10-14 – Az urogenitális rendszer megbetegedései                                                      | N00–N99   |
| 15      | BNO-10-15 – Terhesség, szülés és a gyermekágy                                                            | O00–O99   |
| 16      | BNO-10-16 – A perinatális szakban keletkező bizonyos állapotok                                           | P00–P96   |
| 17      | BNO-10-17 – Veleszületett rendellenességek, deformitások és kromoszómaabnormitások                       | Q00–Q99   |
| 18      | BNO-10-18 – Máshova nem osztályozott panaszok, tünetek és kóros klinikai és laboratóriumi leletek        | R00–R99   |
| 19      | BNO-10-19 – Sérülés, mérgezés és külső okok bizonyos egyéb következményei                                | S00–T98   |
| 20      | BNO-10-20 – A morbiditás és mortalitás külső okai                                                        | V01–Y98   |
| 21      | BNO-10-21 – Az egészségi állapotot és egészségügyi szolgálatokkal való kapcsolatot befolyásoló tényezők  | Z00–Z99   |
| (22)    | BNO-10-22 – Speciális kódok                                                                              | U00–U99   |

## I. főcsoport – Fertőző és parazitás betegségek (A00-B99)
Fertőző betegségek (A00-A09)
A00  Kolera
A01  Hastífusz és paratífusz
A02  Egyéb salmonella fertőzések
A03  Shigellosis
A04  Egyéb baktériumok által okozott bélfertőzések
A05  Egyéb baktériumok által okozott ételmérgezések
A06  Amoebiasis
A07  Egyéb protozoon bélbetegségek
A08  Vírusos és egyéb meghatározott bélfertőzések
A09  Feltételezetten fertőző eredetű hasmenés és gyomor- bélhurut
Gümőkór (A15-A19)
A15  Bakteriológiai és szövettani vizsgálattal igazolt légúti gümőkór
A16  Légzőszervi gümőkór, bakteriologiai vagy szövettani vizsgalattal nem igazolt
A17† Az idegrendszer gümőkórja
A18  Egyéb szervek gümőkórja
A19  Miliaris tuberkulózis
Egyes bakteriális zoonosisok (A20-A28)
A20  Pestis
A21  Tularaemia
A22  Lépfene
A23  Brucellosis
A24  Takonykór és melioidosis
A25  Patkányharapás-lázak
A26  Erysipeloid
A27  Leptoszpirózis (Leptospirosis)
A28  Egyéb, állatok terjesztette bakteriális betegségek m.n.o.
Egyéb baktériumok által okozott betegségek (A30-A49)
A30  Lepra[Hansen-betegség]
A31  Egyéb myycobacteriumok által okozott fertőzés
A32  Listeriosis
A33  Tetanus neonatorum
A34  Szülészeti tetanusz
A35  Egyéb tetanusz
A36  Diftéria (diphtheria)
A37  Szamárköhögés (pertussis)
A38  Vörheny (scarlatina)
A39  Meningococcus fertőzés
A40  Streptococcus septicaemia
A41  Egyéb septicaemia
A42  Actinomycosis
A43  Nocardiosis
A44  Bartonellosis
A46  Orbánc
A48  Egyéb baktériumok okozta betegségek m.n.o.
A49  Baktérium által okozott betegség k.m.n. lokalizációban
Főként szexuális úton terjedő fertőzések (A50-A64)
A50  Veleszületett szifilisz
A51  Korai szifilisz
A52  Késői szifilisz
A53  Egyéb és k.m.n. szifilisz
A54  Kankós fertőzés (gonorrhoea)
A55  Chlamydia limphogranuloma (venereum)
A56  Szexuális úton terjedő, chlamydiák által okozott egyéb betegségek
A57  Lágyfekély (ulcus molle)
A58  Granuloma inguinale
A59  Trichomoniasis
A60  Herpeszvírus [herpes simplex] okozta anogenitalis fertőzés
A63  Egyéb, főleg szexuális úton terjedő betegségek m.n.o.
A64  Szexuális úton terjedő, nem meghatározott betegségek
Egyéb, spirochaeták által okozott betegségek (A65-A69)
A65  Nem-venereás szifilisz
A66  Framboesia
A67  Pinta [carate]
A68  Visszatérő lázak
A69  Egyéb spirochaeta fertőzések
Egyéb, chlamydiák által okozott betegségek (A70-A74)
A70  Chlamydia psittaci fertőzés
A71  Trachoma
A74  Chlamydiák által okozott egyéb betegségek
Rickettsiosisok (A75-A79)
A75  Kiütéses tífusz (typhus exanthematicus)
A77  Foltos lázak [kullancs által terjesztett rickettsiosisok]
A78  Q-láz
A79  Egyéb rickettsiosisok
A központi idegrendszer vírusfertőzései (A80-A89)
A80  Heveny poliomyelitis
A81  A központi idegrendszer slow-vírus fertőzései
A82  Veszettség
A83  Szúnyog által terjesztett vírusos agyvelőgyulladás
A84  Kullancs által terjesztett vírusos agyvelőgyulladás
A85  Egyéb vírusos agyvelőgyulladás m.n.o.
A86  Vírusos agyvelőgyulladás k.m.n.
A87  Vírusos agyhártyagyulladás
A88  A központi idegrendszer egyéb vírusfertőzései m.n.o.
A89  A központi idegrendszer vírusfertőzései k.m.n.
Ízeltlábúak által terjesztett vírusos lázak és vírusos vérzéses lázak (A90-A99)
A90  Dengue-láz [klasszikus dengue]
A91  Haemorrhagiás dengue-láz
A92  Egyéb, szúnyog által terjesztett vírusos láz
A93  Egyéb ízeltlábúak által terjesztett vírusos láz, m.n.o.
A94  Ízeltlábúak által terjesztett vírusos láz k.m.n.
A95  Sárgaláz
A96  Arenavirus haemorrhagiás láz
A98  Egyéb vírusos haemorrhagiás lázak
A99  Vírusos haemorrhagiás láz k.m.n.
A bőr és a nyálkahártya elváltozásával járó virusfertőzések (B00-B09)
B00  Herpeszvírus [Herpes simplex] fertőzések
B01  Bárányhimlő
B02  Övsömör [herpes zoster]
B03  Himlő (variola vera)
B04  Majomhimlő
B05  Kanyaró
B06  Rózsahimlő (rubeola)
B07  Vírusos szemölcsök
B08  A bőr és a nyálkahártya lézióival járó egyéb virusfertőzések m.n.o.
B09  A bőr és nyálkahártya elváltozásaival járó vírusfertőzés k.m.n.
Vírusos májgyulladás (hepatitis virosa) (B15-B19)
B15  Heveny májgyulladás A
B16  Heveny májgyulladás B
B17  Egyéb vírusos heveny májgyulladás
B18  Idült vírusos májgyulladás
B19  Vírushepatitis k.m.n.
Humán immunodeficiencia vírus [HIV] betegség (B20-B24)
B20  Fertőző és parazitás betegségeket eredményező HIV-betegség
B21  Rosszindulatú daganatokat eredményező HIV-betegség
B22  Egyéb meghatározott betegségeket eredményező HIV-betegség
B23  Egyéb állapotokat eredményező HIV-betegség
B24  HIV-betegség k.m.n.
Egyéb virusbetegségek (B25-B34)
B25  Cytomegalia-virus betegség
B26  Parotitis epidemica (mumpsz)
B27  Mononucleosis infectiosa
B30  Vírusos kötőhártya-gyulladás
B33  Egyéb vírusos betegségek m.n.o.
B34  Nem meghatározott lokalizációjú vírusfertőzés
Mycosisok (B35-B49)
B35  Dermatophytosis
B36  Egyéb felületes mycosisok
B37  Candidiasis
B38  Coccidioidomycosis
B39  Histoplasmosis
B40  Blastomycosis
B41  Paracoccidioidomycosis
B42  Sporotrichosis
B43  Chromomycosis és phaeomycoticus tályog
B44  Aspergillosis
B45  Cryptococcosis
B46  Zygomycosis
B47  Mycetoma
B48  Egyéb mycosisok m.n.o.
B49  Mycosis k.m.n.
Protozoonok által okozott betegségek (B50-B64)
B50  Plasmodium falciparum malária
B51  Plasmodium vivax malária
B52  Plasmodium malariae malária
B53  Egyéb, parazitológiai vizsgálattal igazolt malária
B54  Malária k.m.n.
B55  Leishmaniasis
B56  Afrikai trypanosomiasis
B54  Chagas-betegség
B58  Toxoplasmosis
B59  Pneumocystosis
B60  Egyéb protozoon betegségek m.n.o.
B64  Protozoon betegség k.m.n.
Helminthiasisok (B65-B83)
B65  Shistosomiasis [bilharziasis]
B66  Egyéb mételyfertőzések
B67  Echinococcosis
B68  Taeniasis
B69  Cysticercosis
B70  Diphyllobotriasis és sparganosis
B71  Egyéb cestoda-fertőzések
B72  Dracunculiasis
B73  Onchocerciasis
B74  Filariasis
B75  Trichinellosis
B76  Horogféreg-betegség
B77  Ascariasis
B78  Strongyloidosis
B79  Trichuriasis
B80  Enterobiasis
B81  Egyéb bél-helminthiasisok m.n.o.
B82  Bélparasitosis k.m.n.
B83  Egyéb helminthiasisok
Pediculosis, ascariasis és egyéb infesztációk (B85-B89)
B85  Tetvesség és lapostetvesség
B86  Rühesség (scabies)
B87  Légylárva okozta fertőzések (myiasis)
B88  Egyéb infesztációk
B89  Parazita betegség k.m.n.
A fertőző és élősdiek okozta betegségek következményei (B90-B94)
B90  A gümőkór következményei
B91  A gyermekbénulás következményei
B92  A lepra következményei
B94  Egyéb és k.m.n. fertőzések és élősdiek által okozott betegségek következményei
* Baktériumok, vírusok és egyéb fertőző ágensek (B95-B97)
B95  A streptococcus és staphylococcus, mint egyéb főcsoportokba tartozó betegségek kiváltó okai
B96  Egyéb bakteriális ágensek, mint az egyéb főcsoportokba sorolt betegségek kiváltó okai
B97  Vírusok, mint az egyéb főcsoportokba tartozó betegségek kiváltó okai
Egyéb fertőző betegségek (B99)
B99  Egyéb és k.m.n. fertőző betegségek

## II. főcsoport – Daganatok (C00-D48)
Rosszindulatú daganatok (C00-C97)
Az ajak, szájüreg és garat rosszindulatú daganatai (C00-C14)
C00  Az ajak rosszindulatú daganata
C01  A nyelvgyök rosszindulatú daganata
C02  A nyelv egyéb és nem meghatározott részeinek rosszindulatú daganata
C03  A fogíny rosszindulatú daganata
C04  A szájfenék rosszindulatú daganata
C05  A szájpad rosszindulatú daganata
C06  A száj egyéb és nem meghatározott részeinek rosszindulatú daganata
C07  A parotis rosszindulatú daganata
C08  Egyéb és nem meghatározott nagyobb nyálmirigyek rosszindulatú daganata
C09  A mandula rosszindulatú daganata
C10  A szájgarat rosszindulatú daganata
C11  Az orrgarat rosszindulatú daganata
C12  A sinus pyriformis rosszindulatú daganata
C13  A hypopharynx rosszindulatú daganata
C14  Rosszindulatú daganat az ajak, a szájüreg, a garat egyéb és rosszul meghatározott részein
Az emésztőszervek rosszindulatú daganatai (C15-C26)
C15  A nyelőcső rosszindulatú daganata
C16  A gyomor rosszindulatú daganata
C17  A vékonybél rosszindulatú daganata
C18  A vastagbél rosszindulatú daganata
C19  A szigmabél-végbél határ rosszindulatú daganata
C20  A végbél rosszindulatú daganata
C21  A végbélnyílás és anus-csatorna rosszindulatú daganata
C22  A máj és intrahepaticus epeutak rosszindulatú daganata
C23  Az epehólyag rosszindulatú daganata
C24  Az epeutak egyéb és nem meghatározott részeinek rosszindulatú daganata
C25  A hasnyálmirigy rosszindulatú daganata
C26  Egyéb és rosszul meghatározott emésztőszervek rosszindulatú daganata
A légző és intrathoracalis szervek rosszindulatú daganatai (C30-C39)
C30  Az orrüreg és a középfül rosszindulatú daganata
C31  A melléküregek rosszindulatú daganatai
C32  A gége rosszindulatú daganata
C33  A légcső rosszindulatú daganata
C34  A hörgő és tüdő rosszindulatú daganata
C37  A csecsemőmirigy rosszindulatú daganata
C38  A szív, a gátor és a mellhártya rosszindulatú daganata
C39  A légzőszervek és a mellüregi szervek egyéb és rosszul meghatározott lokalizációjú rosszindulatú daganatai
A csont és ízületi porc rosszindulatú daganatai (C40-C41)
C40  A végtagok csontjának és ízületi porcának rosszindulatú daganata
C41  Egyéb és nem meghatározott elhelyezkedésű csont és ízületi porc rosszindulatú daganata
Melanoma és a bőr egyéb rosszindulatú daganatai (C43-C44)
C43  A bőr rosszindulatú melanomája
C44  A bőr egyéb rosszindulatú daganata
A mesothelialis és lágyszövetek rosszindulatú daganatai (C45-C49)
C45  Mesothelioma
C46  Kaposi-sarcoma
C47  A perifériás idegek és az autonóm idegrendszer rosszindulatú daganata
C48  Hashártya és retroperitoneum rosszindulatú daganata
C49  Egyéb kötőszövet és lágyrészek rosszindulatú daganata
Az emlő rosszindulatú daganata (C50)
C50  Az emlő rosszindulatú daganata
A női nemi szervek rosszindulatú daganatai (C51-C58)
C51  A szeméremtest rosszindulatú daganata
C52  A hüvely rosszindulatú daganata
C53  A méhnyak rosszindulatú daganata
C54  A méhtest rosszindulatú daganata
C55  A méh nem meghatározott részének rosszindulatú daganata
C56  A petefészek rosszindulatú daganata
C57  A női nemi szervek egyéb, nem meghatározott részének rosszindulatú daganata
C58  A méhlepény rosszindulatú daganata
A férfi nemi szervek rosszindulatú daganatai (C60-C63)
C60  A hímvessző rosszindulatú daganata
C61  A prostata rosszindulatú daganata
C62  A here rosszindulatú daganata
C63  Egyéb és nem meghatározott férfi nemi szervek rosszindulatú daganata
A húgyrendszer rosszindulatú daganatai (C64-C68)
C64  A vese rosszindulatú daganata, kivéve a vesemedencét
C65  A vesemedence rosszindulatú daganata
C66  A húgyvezetéki rosszindulatú daganata
C67  A húgyhólyag rosszindulatú daganata
C68  Egyéb és nem meghatározott húgyszervek rosszindulatú daganata
A szem, agy és központi idegrendszer egyéb részeinek rosszindulatú daganatai (C69-C72)
C69  A szem és függelékei rosszindulatú daganata
C70  Az agyburkok rosszindulatú daganata
C71  Az agy rosszindulatú daganata
C72  A gerincvelő, az agyidegek és a központi idegrendszer egyéb részeinek rosszindulatú daganata
A pajzsmirigy és egyéb endokrin mirigyek rosszindulatú daganatai (C73-C75)
C73  A pajzsmirigy rosszindulatú daganata
C74  A mellékvese rosszindulatú daganata
C75  Egyéb endokrin mirigyek és járulékos szövetek rosszindulatú daganata
Rosszul meghatározott, másodlagos és nem meghatározott lokalizációjú rosszindulatú daganatok (C76-C80)
C76  Egyéb rosszul meghatározott lokalizációk rosszindulatú daganata
C77  A nyirokcsomók másodlagos és nem meghatározott rosszindulatú daganata
C78  A légzőszervek és emésztőszervek másodlagos rosszindulatú daganata
C79  Egyéb lokalizációk másodlagos rosszindulatú daganata
C80  Rosszindulatú daganat a lokalizáció meghatározása nélkül
A nyirok- és vérképzőszervek és rokon szövetek rosszindulatú daganatai (C81-C96)
C81  Hodgkin-kór
C82  Follicularis [nodularis] non-Hodgkin lymphoma
C83  Diffúz non-Hodgkin lymphoma
C84  Perifériás és cutan T-sejtes lymphomák
C85  A non-Hodgkin lymphoma egyéb és k.m.n. típusai
C88  Rosszindulatú immunoproliferativ betegségek
C90  Myeloma multiplex és plasmasejtes rosszindulatú daganatok
C91  Lymphoid leukaemia
C92  Myeloid leukaemia
C93  Monocytás leukaemia
C94  Egyéb meghatározott sejttípusú leukaemia
C95  Meghatározatlan sejttípusú leukaemia
C96  A nyirok-, a vérképző- és kapcsolódó szövetek egyéb és meghatározatlan rosszindulatú daganata
Független (elsődleges) többszörös lokalizációjú rosszindulatú daganatok (C97)
C97  Független többszörös lokalizációk (elsődleges) rosszindulatú daganata
In situ daganatok (D00-D09)
D00  A szájüreg, a nyelőcső és a gyomor in situ carcinomája
D01  Egyéb és nem meghatározott emésztőszervek in situ carcinomája
D02  A középfül és a légzőrendszer in situ carcinomája
D03  Melanoma in situ
D04  A bőr in situ rákja
D05  Az emlő in situ carcinomája
D06  A méhnyak in situ carcinomája
D07  Egyéb megnevezett, valamint meghatározatlan nemi szervek in situ carcinomája
D09  Egyéb meghatározott és k.m.n. lokalizációju in situ carcinoma
Jóindulatú daganatok (D10-D36)
D10  A száj és a garat jóindulatú daganata
D11  A nagy nyálmirigyek jóindulatú daganata
D12  A vastagbél, a végbél, a végbélnyílás és anus-csatorna jóindulatú daganata
D13  Az emésztőrendszer egyéb és rosszul meghatározott részének jóindulatú daganata
D14  A középfül és légzőszervek jóindulatú daganata
D15  Egyéb és meghatározatlan mellüregi szervek jóindulatú daganata
D16  A csont és ízületi porc jóindulatú daganata
D17  Jóindulatú zsírdaganatok
D18  Haemangioma és lymphangioma bármely lokalizációban
D19  A mesothelialis szövet jóindulatú daganata
D20  A peritoneum és retroperitoneum lágyszövetének jóindulatú daganata
D21  A kötőszövet és lágyszövet egyéb jóindulatú daganatai
D22  Festéksejtes naevusok
D23  A bőr egyéb jóindulatú daganatai
D24  Az emlő jóindulatú daganata
D25  A méh simaizom-daganata
D26  A méh egyéb jóindulatú daganata
D27  A petefészek jóindulatú daganata
D28  A női nemi szervek egyéb és k.m.n. jóindulatú daganata
D29  A férfi nemi szervek jóindulatú daganata
D30  A húgyszervek jóindulatú daganata
D31  A szem és függelékei jóindulatú daganata
D32  Az agy- és gerincburkok jóindulatú daganata
D33  Az agy és központi idegrendszer egyéb részeinek jóindulatú daganata
D34  A pajzsmirigy jóindulatú daganata
D35  Egyéb meghatározott és meghatározatlan endokrin mirigy jóindulatú daganatai
D36  Egyéb meghatározott és meghatározatlan lokalizációjú daganatok
Bizonytalan vagy ismeretlen viselkedésű daganatok (D37-D48)
D37  A szájüreg és az emésztőszervek bizonytalan és ismeretlen viselkedésű daganata
D38  A középfül, a légző- és mellkasi szervek bizonytalan és ismeretlen viselkedésű daganata
D39  A női nemi szervek bizonytalan és ismeretlen viselkedésű daganata
D40  A férfi nemi szervek bizonytalan és ismeretlen viselkedésű daganata
D41  A húgyszervek bizonytalan és ismeretlen viselkedésű daganata
D42  Az agyburkok bizonytalan és ismeretlen viselkedésű daganata
D43  Az agy és központi idegrendszer bizonytalan és ismeretlen viselkedésű daganata
D44  Az endokrin mirigyek bizonytalan és ismeretlen viselkedésű daganata
D45  Polycythaemia vera
D46  Myelodysplasiás szindrómák
D47  A nyirok-, vérképző- és kapcsolt szövetek bizonytalan és ismeretlen viselkedésű daganata
D48  Egyéb és k.m.n. lokalizációk bizonytalan és ismeretlen viselkedésű daganata

## III. főcsoport – A vér és a vérképző szervek betegségei és az immunrendszert érintő bizonyos rendellenességek (D58-D89)
Táplálkozási anaemiák (D50-D53)
D50  Vashiányos anaemia
D51  B-12 vitaminhiány anaemia
D52  Folsavhiány anaemia
D53  Egyéb táplálkozási anaemiák
Haemolyticus anaemiák (D55-D59)
D55  Enzim rendellenességek okozta anaemia
D56  Thalassaemia
D57  Sarlósejtes rendellenességek
D58  Egyéb örökletes haemolyticus anaemiák
D59  Szerzett haemolyticus anaemia
Aplasticus és egyéb anaemiák (D60-D64)
D60  Szerzett vörösvérsejt aplasia [erythroblastopenia]
D61  Egyéb aplasticus anaemiák
D62  Akut vérzés utáni anaemia
D63* Anaemia máshova osztályozott krónikus betegségekben
D64  Egyéb anaemiák
Véralvadási defektusok, purpura és egyéb vérzéses állapotok (D65-D69)
D65  Disszeminált intravascularis koaguláció [defibrinációs szindróma]
D66  Örökletes VIII-as faktor hiány
D67  A IX-es aktor örökletes zavarai
D68  Egyéb alvadási zavarok
D69  Purpura és egyéb vérzéses állapotok
A vér és a vérképző szervek egyéb betegségei (D70-D77)
D70  Agranulocytosis
D71  Polymorphonuclearis neutrophilek funkcionális zavarai
D72  Fehérvérsejtek egyéb rendellenességei
D73  A lép betegségei
D74  Methaemoglobinaemia
D75  A vér és a vérképző szervek egyéb betegségei
D76  A lymphoreticularis szöveteket és reticulohistiocyta rendszert érintő bizonyos betegségek
D77* A vér és vérképző szervek egyéb rendellenességei máshova osztályozott betegségekben
Az immunmechanizmust érintő bizonyos rendellenességek (D80-D89)
D80  Immunhiány főként antitest defektusokkal
D81  Kevert immunhiányok
D82  Immunhiány egyéb jelentős defektusokhoz társulva
D83  Közönséges kevert immunhiány
D84  Egyéb immunhiányok
D86  Sarcoidosis
D89  Az immunrendszert érintő egyéb rendellenességek m.n.o.

## IV. főcsoport – Endokrin, táplálkozási és anyagcsere betegségek (E00-E90)
A pajzsmirigy rendellenességei (E00-E07)
E00  Veleszületett jódhiány tünetegyüttes
E01  Jódhiánnyal összefüggő pajzsmirigy rendellenességek és rokon állapotok
E02  Szubklinikai jódhiány-hypothyreosis
E03  Egyéb hypothyreosis
E04  Egyéb nem-toxikus golyva
E05  Thyreotoxicosis [hyperthyreosis]
E06  Pajzsmirigy gyulladás
E07  A pajzsmirigy egyéb betegségei
Diabetes mellitus (E10-E14)
E10  Inzulin dependens cukorbetegség
E11  Nem inzulin dependens cukorbetegség
E12  Malnutritiohoz társuló cukorbetegség
E13  Egyéb megjelölt cukorbaj
E14  Cukorbetegség k.m.n.
A cukoranyagcsere szabályozás és hasnyálmirigy belső elválasztás egyéb rendellenességei (E15-E16)
E15  Nem-diabeteses hypoglycaemiás coma
E16  A hasnyálmirigy belső elválasztású működésének egyéb zavarai
Egyéb endokrin mirigyek rendellenességei (E20-E35)
E20  Hypoparathyreosis
E21  A mellékpajzsmirigy túlműködése és egyéb betegségei
E22  Az agyalapi mirigy túlműködése
E23  Az agyalapi mirigy csökkent működése és egyéb rendellenességei
E24  Cushing-szindróma
E25  Adrenogenitalis szindrómák
E26  Hyperaldosteronismus
E27  A mellékvese egyéb betegségei
E28  A petefészek működési zavarai
E29  A here működészavarai
E30  A nemi érés zavarai m.n.o.
E31  Több endokrin szerv kóros működése
E32  A csecsemőmirigy betegségei
E33  Egyéb endokrin rendellenességek
E35* A belső elválasztású mirigyek zavarai máshova osztályozott betegségekben
Malnutritio (E40-E46)
E40  Kwashiorkor
E41  Táplálkozási marasmus
E42  Marasmussal társuló kwashiorkor
E43  Súlyos fehérje- és energiahiányos alultápláltság k.m.n.
E44  Enyhe és közepes fehérje-energia hiányos alultápláltság
E45  Fejlődés visszamaradás fehérje- és energiahiányos alultápláltság miatt
E46  Fehérje- és energiahiányos alultápláltság k.m.n.
Egyéb táplálkozási hiánybetegségek (E50-E64)
E50  A-vitamin hiány
E51  Thiamin hiány
E52  Niacin hiány [pellagra]
E53  Egyéb B-vitaminok hiánya
E54  Ascorbinsav hiány
E55  D-vitamin hiány
E56  Egyéb vitaminhiányok
E58  Táplálkozási calcium-hiány
E59  Táplálkozási szelén-hiány
E60  Táplálkozási cink-hiány
E61  Egyéb nyomelemek hiánya
E63  Egyéb táplálkozási hiányállapotok
E64  Az alultápláltság és egyéb táplálkozási hiányállapotok következményei
Obesitas és egyéb túltápláltság (E65-E68)
E65  Helyi zsírlerakódás
E66  Elhízás
E67  Egyéb túltápláltság
E68  A túltápláltság következményei
Anyagcsere rendellenességek (E70-E90)
E70  Az aromás aminosavak anyagcseréjének zavarai
E71  Az oldalláncos aminosavak és zsírsavak anyagcseréjének rendellenességei
E72  Az aminosav anyagcsere egyéb rendellenességei
E73  Laktóz intolerancia
E74  A szénhidrát anyagcsere egyéb rendellenességei
E75  A sphingolipid anyagcsere rendellenességei és a zsírtárolás egyéb betegségei
E76  A glycosaminoglycan anyagcsere rendellenességei
E77  A glycoprotein anyagcsere rendellenességei
E78  A lipoprotein anyagcsere rendellenességei és egyéb lipidaemiák
E79  A purin és pirimidin anyagcsere rendellenességei
E80  A porphyrin és bilirubin anyagcsere zavarai
E83  Az ásványi anyagcsere zavarai
E84  Fibrosis cystica
E85  Amyloidosis
E86  A testnedvek csökkenése, volumenhiány
E87  A folyadék- és elektrolit-háztartás, valamint a savbázis egyensúly egyéb zavarai
E88  Egyéb anyagcsere rendellenességek
E89  Beavatkozás utáni endokrin és anyagcsere betegségek m.n.o.
E90* Táplálkozási és anyagcsere zavarok máshova osztályozott betegségekben

## V. főcsoport – Mentális- és viselkedészavarok (F00-F99)
Organikus és szimptómatikus mentális zavarok (F00-F09)
F00* Dementia Alzheimer-betegségben
F01  Vascularis dementia
F02* Dementia egyéb, máshova osztályozott betegségekben
F03  Nem meghatározott dementia
F04  Organikus amnesztikus szindróma, amelyet alkohol vagy más pszichoaktiv szer okozott
F05  Delirium, amelyet nem alkohol vagy más pszichoaktiv szer okozott
F06  Egyéb mentális rendellenességek, amelyeket agyi károsodás és diszfunkció vagy testi megbetegedés okozott
F07  Agyi betegség, károsodás és diszfunkció által okozott személyiség- és viselkedészavarok
F09  Nem meghatározott organikus vagy szimptomatikus mentális rendellenesség
Pszichoaktiv szer használata által okozott mentális és viselkedészavarok (F10-F19)
F10  Alkohol okozta mentális- és viselkedészavarok
F11  Opiátok használata okozta mentális- és viselkedészavarok
F12  Cannabis és származékai okozta mentális- és viselkedészavarok
F13  Nyugtatók és altatók használata okozta mentális- és viselkedészavarok
F14  Kokain használata által okozott mentális- és viselkedészavarok
F15  Egyéb stimulánsok használata által okozott mentális- és viselkedészavarok, beleértve a koffeint
F16  Hallucinogének használata által okozott mentális- és viselkedészavarok
F17  Dohányzás okozta mentális- és viselkedészavarok
F18  Illékony oldószerek okozta mentális- és viselkedészavarok
F19  Többféle drog és egyéb pszichoaktiv anyagok használata okozta mentális- és viselkedészavarok
Schizophrenia, schizotypiás és paranoid (delusiv) rendellenességek (F20-F29)
F20  Schizophrenia
F21  Schizotypiás rendellenességek
F22  Perzisztens delusionalis rendellenességek
F23  Akut és átmeneti pszichotikus rendellenességek
F24  Indukált delusionalis rendellenességek
F25  Schizoaffektiv rendellenességek
F28  Egyéb nem organikus pszichotikus rendellenességek
F29  Nem organikus pszichózis k.m.n.
Hangulatzavarok [affektiv rendellenességek] (F30-F39)
F30  Mániás epizód
F31  Bipoláris affektiv zavar
F32  Depressziós epizód
F33  Ismétlődő depressziós rendellenesség
F34  Perzisztáló hangulati [affektiv] rendellenességek
F38  Egyéb hangulati [affektiv] rendellenességek
F39  Nem meghatározott hangulati [affektiv] rendellenességek
Neurotikus, stresszhez társuló és szomatoform rendellenességek (F40-F48)
F40  Fóbiás szorongásos rendellenességek
F41  Egyéb szorongásos rendellenességek
F42  Obszesszív-kompulziv rendellenesség
F43  Súlyos stressz által kiváltott reakció és alkalmazkodási rendellenességek
F44  Disszociativ [konverziós] rendellenességek
F45  Szomatoform rendellenességek
F48  Egyéb neurotikus rendellenességek
Viselkedészavar-szindrómák, fiziológiai zavarokkal és fizikai tényezőkkel társulva (F50-F59)
F50  Evési zavarok
F51  Nem organikus alvási rendellenességek
F52  Szexuális diszfunkció, amelyet nem szervi rendellenesség vagy betegség okozott
F53  Mentális és viselkedészavarok a gyermekágyhoz társulva, m.n.o.
F54  Pszichológiai tényezők és viselkedésformák, amelyek máshova osztályozott rendellenességekhez vagy betegségekhez társulnak
F55  Dependenciát nem okozó anyagok abúzusa
F59  Nem meghatározott magatartási szindrómák, amelyek fiziológiai zavarokkal és fizikai faktorokkal társulnak
A felnőtt személyiség és viselkedés rendellenességei (F60-F69)
F60  Specifikus személyiségi rendellenességek
F61  Kevert és egyéb személyiségzavarok
F62  Tartós személyiség-változások, melyek nem tulajdoníthatók agyi károsodásnak vagy betegségnek
F63  Szokási és impulzus rendellenességek
F64  A nemi identitás zavarai
F65  A szexuális preferencia rendellenességei
F66  A szexuális fejlődéshez és orientációhoz társuló pszichológiai és viselkedési rendellenességek
F68  A felnőtt személyiség és viselkedés egyéb rendellenességei
F69  A felnőtt személyiség és viselkedés k.m.n. rendellenességei
Mentális retardáció (F70-F79)
F70  Enyhe mentális retardáció
F71  Közepes mentális retardáció
F72  Súlyos mentális retardáció
F73  Igen súlyos mentális retardáció
F78  Egyéb mentális retardáció
F79  Mentális retardáció k.m.n.
A pszichés fejlődés rendellenességei (F80-F89)
F80  A beszéd és a beszédnyelv specifikus fejlődési rendellenességei
F81  Az iskolai teljesítmény specifikus fejlődési rendellenességei
F82  A motoros funkció specifikus fejlődési rendellenességei
F83  Kevert specifikus fejlődési zavarok
F84  Pervaziv fejlődési zavarok
F88  A pszichológiai fejlődés egyéb rendellenességei
F89  A pszichológiai fejlődés rendellenessége k.m.n.
Viselkedési és emocionális rendellenességek, rendszerint gyermek- vagy serdülőkori kezdettel (F90-F98)
F90  Hiperkinetikus zavarok
F91  Magatartási zavarok
F92  Kevert magatartási és emocionális zavarok
F93  Jellegzetesen gyermekkorban kezdődő emocionális zavarok
F94  A szocializáció jellegzetesen gyermek- és serdülőkorban kezdődő zavarai
F95  Tic
F98  Egyéb, rendszerint gyermek- és serdülőkorban kezdődő viselkedési és emocionális rendellenességek
Nem meghatározott mentális rendellenesség (F99)
F99  Másként nem meghatározott mentális rendellenesség

## VI. főcsoport – Az idegrendszer betegségei (G00-G99)
A központi idegrendszer gyulladásos betegségei (G00-G09)
G00  Baktériumok okozta agyhártyagyulladás m.n.o.
G01* Agyhártyagyulladás máshova osztályozott bakteriális betegségekben
G02* Agyhártyagyulladás egyéb, máshova osztályozott fertőző és parazitás betegségekben
G03  Egyéb, nem meghatározott eredetű agyhártyagyulladás
G04  Encephalitis, myelitis és encephalomyelitis
G05* Encephalitis, myelitis és encephalomyelitis máshova osztályozott betegségekben
G06  Koponyaűri és gerinccsatornai tályog és granuloma
G07* Intracranialis és intraspinalis tályog és granuloma máshova osztályozott betegségekben
G08  Koponyaűri és gerinccsatornai phlebitis és thrombophlebitis
G09  A központi idegrendszer gyulladásos megbetegedéseinek következményei
A központi idegrendszert elsődlegesen érintő szisztémás sorvadások (G10-G13)
G10  Huntington-kór
G11  Öröklődő ataxia
G12  Gerincvelői izomsorvadás és rokon szindrómák
G13* Elsődlegesen a központi idegrendszert érintő szisztémás sorvadások máshova osztályozott betegségekben
Extrapyramidalis és mozgási rendellenességek (G20-G26)
G20  Parkinson-kór
G21  Másodlagos parkinsonismus
G22* Parkinsonismus máshova osztályozott betegségekben
G23  A törzsducok egyéb elfajulásos betegségei
G24  Tonuszavar (dystonia)
G25  Egyéb extrapyramidalis és mozgási rendellenességek
G26* Extrapyramidalis és mozgási rendellenességek máshova osztályozott betegségekben
Az idegrendszer egyéb degenerativ betegségei (G30-G32)
G30  Alzheimer-kór
G31  A központi idegrendszer egyéb elfajulásos betegségei m.n.o.
G32* Az idegrendszer egyéb degenerativ elváltozásai máshova osztályozott betegségekben
A központi idegrendszer demyelinisatiós betegségei (G35-G37)
G35  Sclerosis multiplex
G36  Egyéb heveny, disszeminált demyelinisatio
G37  A központi idegrendszer egyéb demyelinisatiós megbetegedései
Epizodikus és paroxysmalis rendellenességek (G40-G47)
G40  Epilepszia
G41  Status epilepticus
G43  Migrén
G44  Egyéb fejfájás szindrómák
G45  Átmeneti agyi ischaemiás attakok (TIA) és rokonszindrómák
G46* Agyi érszindrómák cerebrovascularis betegségekben
G47  Alvászavarok
Ideg, ideggyök és plexus rendellenességek (G50-G59)
G50  A n.trigeminus rendellenességei
G51  A n.facialis rendellenességei
G52  Egyéb agyideg betegségek
G53* Agyideg rendellenességek máshova osztályozott betegségekben
G54  Ideg-gyök és- fonat (plexus) rendellenességek
G55* Ideggyök és plexus kompressziók máshova osztályozott betegségekben
G56  Felső végtagi mononeuropathiák
G57  Az alsó végtag mononeuropathiái
G58  Egyéb mononeuropathiák
G59* Mononeuropathia máshova osztályozott betegségekben
Polyneuropathiák és a perifériás idegrendszer egyéb rendellenességei (G60-G64)
G60  Örökletes és idiopathiás idegbántalom
G61  Gyulladásos polyneuropathia
G62  Egyéb polyneuropathiák
G63* Polyneuropathia máshova osztályozott betegségekben
G64  A környéki idegrendszer egyéb megbetegedései
A myoneuralis junkció és az izomzat betegségei (G70-G73)
G70  Myasthenia gravis és egyéb myoneuralis rendellenességek
G71  Elsődleges izombetegségek
G72  Egyéb izombántalmak
G73* A myoneuralis junkció és izmok megbetegedései máshova osztályozott betegségekben
Agyi bénulás és egyéb bénulásos szindrómák (G80-G83)
G80  Csecsemőkori agyi bénulás
G81  Féloldali bénulás (hemiplegia)
G82  Kétoldali alsó végtag bénulás (paraplegia) és tetraplegia
G83  Egyéb bénulásos szindrómák
Az idegrendszer egyéb rendellenességei (G90-G99)
G90  Az autonóm idegrendszer rendellenességei
G91  Vízfejűség (hydrocephalus)
G92  Toxikus encephalopathia
G93  Egyéb agyi megbetegedések
G94* Az agy egyéb rendellenességei máshova osztályozott betegségekben
G95  A gerincvelő egyéb megbetegedései
G96  A központi idegrendszer egyéb betegségei
G97  Beavatkozások utáni idegrendszeri rendellenességek m.n.o.
G98  Az idegrendszer m.n.o. egyéb rendellenességei
G99* Az idegrendszer egyéb rendellenességei máshova osztályozott betegségekben

## VII. főcsoport – A szem és függelékeinek betegségei (H00-H59)
A szemhéj, könnyszervek és szemgödör betegségei (H00-H06)
H00  Árpa és jégárpa
H01  A szemhéj egyéb gyulladása
H02  A szemhéj egyéb rendellenességei
H03* A szemhéj rendellenességei máshova osztályozott betegségekben
H04  A könnyszervek rendellenességei
H05  A szemgödör rendellenességei
H06* A könnyszerv rendellenességei máshova osztályozott betegségekben
A kötőhártya betegségei (H10-H13)
H10  Kötőhártyagyulladás
H11  A kötőhártya egyéb rendellenességei
H13* A kötőhártya rendellenességei máshova osztályozott betegségekben
Az ín-, szaru- és szivárványhártya és a sugártest betegségei (H15-H22)
H15  Az ínhártya rendellenességei
H16  Szaruhártyagyulladás
H17  Szaruhártya hegek és homályok
H18  A szaruhártya egyéb elváltozásai
H19* Az ínhártya és a szaruhártya rendellenességei máshova osztályozott betegségekben
H20  Iridocyclitis
H21  A szivárványhártya és sugártest egyéb rendellenességei
H22* A szivárványhártya és a sugártest rendellenességei máshova osztályozott betegségekben
A szemlencse betegségei (H25-H28)
H25  Öregkori szürkehályog
H26  Egyéb szürkehályog
H27  A lencse egyéb rendellenességei
H28* Szürkehályog és más lencse-rendellenességek máshova osztályozott betegségekben
Az ér és ideghártya betegségei (H30-H36)
H30  Ér- ideghártyagyulladás (choriorotinitis)
H31  Az érhártya egyéb rendellenességei
H32* Chorioretinealis rendellenességek máshova osztályozott betegségekben
H33  Ideghártya leválások és szakadások
H34  Ideghártya ereinek elzáródásai
H35  Ideghártya egyéb betegségei
H36* Ideghártya elváltozások máshova osztályozott betegségekben
Zöldhályog (glaucoma) (H40-H42)
H40  Zöldhályog
H42* Zöldhályog máshova osztályozott betegségekben
Az üvegtest és a szemgolyó betegségei (H43-H45)
H43  Az üvegtest rendellenességei
H44  A szemgolyó rendellenességei
H45* Üvegtest és szemgolyó elváltozások máshova osztályozott betegségekben
A látóideg és a látópályák betegségei (H46-H48)
H46  Látóideg gyulladás
H47  Látóideg és látópálya egyéb rendellenességei
H48* Látóideg és látópálya elváltozások máshova osztályozott betegségekben
A szemizmok, binocularis szemmozgás, az alkalmazkodás és fénytörés betegségei (H49-H52)
H49  Bénulásos kancsalság
H50  Egyéb kancsalság
H51  A binocularis szemmozgás egyéb rendellenességei
H52  Fénytörési és alkalmazkodási rendellenességek
Látászavarok és vakság (H53-H54)
H53  Látászavarok
H54  Vakság és csökkentlátás
A szem és függelékeinek egyéb rendellenességei (H55-H59)
H55  Nystagmus és egyéb irreguláris szemmozgások
H57  A szem és függelékeinek egyéb rendellenességei
H58* A szem és függelékeinek rendellenességei máshova osztályozott betegségekben
H59  Beavatkozás utáni szem és szemfüggelék rendellenességek m.n.o.

## VIII. főcsoport – A fül és a csecsnyúlvány megbetegedései (H60-H95)
A külső fül betegségei (H60-H62)
H60  Külsőfül-gyulladás
H61  A külső fül egyéb betegségei
H62* Külsőfül rendellenességek máshova osztályozott betegségekben
A középfül és a csecsnyúlvány betegségei (H65-H75)
H65  A középfül nem gennyes gyulladásai
H66  Gennyes és k.m.n. középfülgyulladás
H67* Középfülgyulladás máshova osztályozott betegségekben
H68  Az Eustach-kürt gyulladása és elzáródása
H69  Az Eustach-kürt egyéb betegségei
H70  Csecsnyúlvány-gyulladás és azzal összefüggő állapotok
H71  A középfül cholesteatomája
H72  A dobhártya átfúródása
H73  A dobhártya egyéb betegségei
H74  A középfül és csecsnyúlvány egyéb betegségei
H75* Egyéb középfül- és csecsnyulvány betegségek máshova osztályozott betegségekben
A belső fül betegségei (H80-H83)
H80  Otosclerosis
H81  A vestibularis működés rendellenességei
H82* Szédüléses szindrómák máshova osztályozott betegségekben
H83  A belsőfül egyéb betegségei
A fül egyéb betegségei (H90-H95)
H90  Vezetéses típusú és idegi eredetű hallásvesztés
H91  Egyéb hallásvesztés
H92  Fülfájás és fülfolyás
H93  A fül egyéb, máshova nem osztályozott betegségei
H94* Egyéb fül-rendellenességek máshova osztályozott betegségekben
H95  A fül és csecsnyúlvány beavatkozás utáni rendellenességei m.n.o.

## IX. főcsoport – A keringési rendszer betegségei (I00-I99)
Heveny reumás láz (I00-I02)
I00  Reumás láz a szív érintettségének említése nélkül
I01  Reumás láz a szív érintettségével
I02  Reumás vitustánc (chorea)
Idült reumás szívbetegségek (I05-I09)
I05  A kéthegyű billentyű reumás betegségei
I06  Az aortabillentyű reumás betegségei
I07  A háromhegyű billentyű reumás betegségei
I08  Többszörös billentyűbetegségek
I09  Egyéb reumás szívbetegségek
Magas vérnyomás (hypertensiv) betegségek (I10-I15)
I10  Magasvérnyomás-betegség (elsődleges)
I11  Hypertensiv szívbetegség
I12  Hypertensiv vesebetegség
I13  Magasvérnyomás eredetű szív- és vesebetegség
I15  Másodlagos hypertonia
Ischaemiás szívbetegség (I20-I25)
I20  Angina pectoris
I21  Heveny szívizomelhalás
I22  Ismétlődő szívizomelhalás
I23  Heveny szívizomelhalást követő bizonyos egyidejű szövődmények
I24  Egyéb heveny ischaemiás szívbetegségek
I25  Idült ischaemiás szívbetegség
Cor pulmonale és a tüdőkeringés betegségei (I26-I28)
I26  Tüdőembólia
I27  Egyéb tüdőeredetű szívbetegségek
I28  A tüdőerek egyéb betegségei
A szívbetegség egyéb formái (I30-I52)
I30  Heveny szívburokgyulladás
I31  A szívburok egyéb betegségei
I32* Szívburokgyulladás máshova osztályozott betegségekben
I33  Heveny és félheveny szív-belhártyagyulladás
I34  A kéthegyű billentyű nem reumás betegségei
I35  Az aortabillentyű nem reumás betegségei
I36  A háromhegyű billentyű nem reumás rendellenességei
I37  A pulmonalis billentyű rendellenességei
I38  Szívbelhártya-gyulladás, billentyű nem meghatározott
I39* Szív-belhártyagyulladás és szívbillentyű rendellenességek máshova osztályozott betegségekben
I40  Heveny szívizomgyulladás
I41* Szívizomgyulladás máshova osztályozott betegségekben
I42  Cardiomyopathia
I43* Cardiomyopathia máshova osztályozott betegségekben
I44  Pitvar-kamrai és bal Tavara-szár-blokk
I45  Egyéb ingervezetési zavarok
I46  Szívmegállás
I47  Paroxysmalis tachycardia
I48  Pitvari fibrillatio és flutter
I49  Egyéb ritmuszavarok
I50  Szívelégtelenség
I51  Szövődmények és rosszul meghatározott szívbetegségek
I52* Egyéb szívrendellenességek máshova osztályozott betegségekben
Cerebrovascularis betegségek (I60-I69)
I60  Pókhálóhártya alatti vérzés
I61  Agyállományi vérzés
I62  Egyéb nem traumás koponyaűri vérzés
I63  Agyi infarktus
I64  Szélütés (stroke), nem vérzésnek vagy infarktusnak minősítve
I65  A praecerebralis artériák agyi infarktust nem okozó elzáródása és szűkülete
I66  Az agyi artériák agyi infarktust nem okozó elzáródása és szűkülete
I67  Egyéb cerebrovascularis betegségek
I69  Cerebrovascularis betegségek következményei
Az artériák, arteriolák és hajszálerek betegségei (I70-I79)
I70  Atherosclerosis
I71  Aorta-aneurysma és dissectio
I72  Egyéb aneurysma
I73  Egyéb perifériás érbetegségek
I74  Artériás embólia és thrombosis
I77  Az artériák és arteriolák egyéb rendellenességei
I78  A hajszálerek betegségei
I79* Az artériák, arteriolák és kapillárisok rendellenességei máshova osztályozott betegségekben
A viszerek, nyirokerek és nyirokcsomók máshol nem osztályozott betegségei (I80-I89)
I80  Phelebitis és thrombophlebitis
I81  Kapuvéna thrombosis
I82  Egyéb visszeres embólia és thrombosis
I83  Az alsó végtag visszértágulatai
I84  Aranyér (nodus haemorrhoidalis)
I85  Nyelőcső varicositas
I86  Egyéb lokalizációjú varicositas
I87  A viszerek egyéb betegségei
I88  Nem specifikus nyirokcsomó-gyulladás
I89  A nyirokerek és nyirokcsomók egyéb nem fertőzéses rendellenességei
A keringési rendszer egyéb, nem meghatározott betegségei (I95-I99)
I95  Alacsony vérnyomás
I97  A keringési rendszer beavatkozást követő rendellenességei, m.n.o.
I98* A keringési rendszer egyéb rendellenességei máshova osztályozott betegségekben
I99  A keringési rendszer egyéb és nem meghatározott rendellenességei

## X. főcsoport – A légzőrendszer betegségei (J00-J99)
Heveny felső légúti fertőzések (J00-J06)
J00  Heveny orr-garatgyulladás [meghűlés]
J01  Heveny melléküreggyulladás
J02  Heveny garatgyulladás
J03  Heveny mandulagyulladás
J04  Heveny gége- és légcsőgyulladás
J05  Heveny obtruktiv laryngitis [croup] és epiglottitis
J06  Felső légúti fertőzések több és nem meghatározott helyen
Influenza és tüdőgyulladás (J10-J18)
J10  Identifikált influenzavirus okozta influenza
J11  Influenza, virus nem identifikált
J12  Vírusos tüdőgyulladás m.n.o.
J13  Streptococcus pneumoniae okozta tüdőgyulladás
J14  Haemophilus influenzae okozta tüdőgyulladás
J15  Bakteriális tüdőgyulladás m.n.o.
J16  Egyéb fertőző organizmusok okozta tüdőgyulladás m.n.o.
J17* Tüdőgyulladás máshova osztályozott betegségekben
J18  Tüdőgyulladás, kórokozó nem meghatározott
Egyéb heveny alsó légúti fertőzések (J20-J22)
J20  Heveny hörghurut
J21  Heveny bronchiolitis
J22  Nem meghatározott alsó légúti fertőzés
A felső légutak egyéb betegségei (J30-J39)
J30  Vasomotor és allergiás rhinitis
J31  Idült rhinitis, nasopharyngitis és pharyngitis
J32  Idült melléküreggyulladás
J33  Orrpolypus
J34  Az orr és orr-melléküregek egyéb rendellenességei
J35  A garat és orrmandulák idült betegségei
J36  Mandula körüli tályog
J37  Idült laryngitis és laryngotracheitis
J38  A hangszalagok és gége máshova nem osztályozott betegségei
J39  A felső légutak egyéb betegségei
Idült alsó légúti betegségek (J40-J47)
J40  Bronchitis, nem hevenynek vagy idültnek meghatározva
J41  Egyszerű és mucopurulens idült bronchitis
J42  Nem meghatározott idült bronchitis
J43  Emphysema
J44  Egyéb idült obstruktiv tüdőbetegség
J45  Asztma
J46  Status asthmaticus
Külső tényezők okozta tüdőbetegségek (J60-J70)
J60  Szénbányászok pneumonoconiosisa
J61  Azbeszt és egyéb ásványi rostok okozta pneumonoconiosis
J62  Kvarctartalmú por okozta pneumonoconiosis
J63  Pneumonoconiosis egyéb szervetlen poroktól
J64  Nem meghatározott pneumonoconiosis
J65  Gümőkórral társul pneumonoconiosis
J66  Meghatározott szerves por okozta légúti betegség
J67  Túlérzékenységi pneumonitis szerves portól
J68  Légzőszervi állapotok vegyszerek, gázok, füstök és gőzök belégzésétől
J69  Pneumonitis szilárd anyagoktól és folyadékoktól
J70  Légzőszervi állapotok egyéb külső ágensektől
Egyéb légzőrendszeri betegségek, amelyek főként a szövetközi állományt érintik (J80-J84)
J80  Felnőttkori légzési distress szindróma
J81  Tüdővizenyő
J82  Pulmonalis eosinophilia m.n.o.
J84  Egyéb interstitialis tüdőbetegségek
Az alsó légutak gennyedéses és elhalásos elváltozása (J85-J86)
J85  Tüdő- és gátor-tályog
J86  Gennymell
A mellhártya egyéb betegségei (J90-J94)
J90  Mellüregi folyadékképződés m.n.o.
J91* Mellüregi folyadékképződés máshol osztályozott állapotokban
J92  Pleuralis callus
J93  Légmell
J94  Egyéb mellüregi állapotok
A légzőrendszer egyéb betegségei (J95-J99)
J95  Beavatkozást követő légzési rendellenességek m.n.o.
J96  Légzési elégtelenség m.n.o.
J98  Egyéb légzési rendellenességek
J99* Légzési rendellenességek egyéb máshova osztályozott betegségekben

## XI. főcsoport – Az emésztőrendszer betegségei (K00-K93)
A szájüreg, nyálmirigyek és állcsontok betegségei (K00-K14)
K00  A fogfejlődés és áttörés rendellenességei
K01  Retineált és impaktált fogak
K02  Fogszúvasodás
K03  A fog kemény szöveteinek egyéb betegségei
K04  A pulpa és a periapicalis szövetek betegségei
K05  Gingivitis és a periodontium betegségei
K06  A fogíny és a fogatlan állcsontgerinc egyéb betegségei
K07  Dentofacialis rendellenességek [malocclusiót is beleértve]
K08  A fogak és a támasztó szöveteik egyéb rendellenességei
K09  Szájkörüli cysták m.n.o.
K10  Az állcsontok egyéb betegségei
K11  A nyálmirigyek betegségei
K12  Stomatitis és rokon elváltozások
K13  Az ajkak és szájnyálkahártya betegségei
K14  A nyelv betegségei
A nyelőcső, gyomor és nyombél betegségei (K20-K31)
K20  Nyelőcsőgyulladás
K21  Gastrooesophagealis reflux
K22  A nyelőcső egyéb betegségei
K23* A nyelőcső rendellenességei máshova osztályozott betegségekben
K25  Gyomorfekély
K26  Nyombélfekély
K27  Peptikus fekély, nem jelzett helyen
K28  Gastrojejunalis fekély
K29  Gyomor- és nyombélgyulladás
K30  Dyspepsia
K31  A gyomor és nyombél egyéb betegségei
A féregnyúlvány betegségei (K35-K38)
K35  Heveny féregnyúlvány-gyulladás
K36  Egyéb féregnyúlvány-gyulladás
K37  Appendicitis k.m.n.
K38  A féregnyúlvány egyéb betegségei
Sérv (K40-K46)
K40  Lágyéksérv
K41  Combsérv
K42  Köldöksérv
K43  Hasfali sérv
K44  Rekeszsérv
K45  Egyéb hasi sérv
K46  Nem meghatározott hernia abdominalis
Nem fertőzéses bél- és vastagbél-gyulladás (K50-K52)
K50  Crohn-betegség [enteritis regionalis]
K51  Colitis ulcerosa
K52  Egyéb nem fertőzéses gastroenteritis és colitis
A belek egyéb betegségei (K55-K63)
K55  A vékonybelek vascularis rendellenességei
K56  Bélhűdés és bélelzáródás, sérv nélkül
K57  A belek diverticulosisa
K58  Irritábilisbél-szindróma
K59  A belek egyéb működési rendellenességei
K60  Az analis és rectalis táj fissurái és sipolyai
K61  Az analis és rectalis táj tályogja
K62  A végbél és végbélnyílás egyéb betegségei
K63  A belek egyéb betegségei
A hashártya betegségei (K65-K67)
K65  Hashártyagyulladás
K66  A hashártya egyéb betegségei
K67* A hashártya rendellenességei máshova osztályozott betegségekben
A máj betegségei (K70-K77)
K70  Alkoholos májbetegség
K71  Toxikus májbetegség
K72  Májelégtelenség m.n.o.
K73  Idült májgyulladás m.n.o.
K74  Májfibrosis és májzsugorodás
K75  A máj egyéb gyulladásos betegségei
K76  Egyéb májbetegségek
K77* Májrendellenességek máshova osztályozott betegségekben
Az epehólyag, az epeutak és hasnyálmirigy betegségei (K80-K87)
K80  Epekövesség
K81  Epehólyag-gyulladás
K82  Az epehólyag egyéb betegségei
K83  Az epeutak egyéb betegségei
K85  Heveny hasnyálmirigy-gyulladás
K86  A hasnyálmirigy egyéb megbetegedései
K87* Hasnyálmirigy rendellenességek máshova osztályozott betegségekben
Az emésztőrendszer egyéb betegségei (K90-K93)
K90  Intestinalis malabsorptio
K91  Beavatkozások utáni emésztőrendszeri rendellenességek m.n.o.
K92  Az emésztőrendszer egyéb betegségei
K93* Egyéb emésztőszervek rendellenességei máshova osztályozott betegségekben

## XII. főcsoport – A bőr és bőralatti szövet betegségei (L00-L99)
A bőr és bőralatti szövet fertőzései (L00-L08)
L00  Staphylococcusos dermolysis szindróma
L01  Ótvar
L02  Bőr tályog, furunculus, karbunkulus
L03  Cellulitis
L04  Akut nyirokcsomó-gyulladás
L05  Pilonidalis cysta
L08  A bőr és bőralatti szövetek egyéb helyi fertőzései
Bullózus bőrbetegségek (L10-L14)
L10  Pemphigus
L11  Egyéb acantholyticus rendellenességek
L12  Pemphigoid
L13  Egyéb bullózus rendellenességek
L14* Bullózus rendellenességek máshova osztályozott betegségekben
Bőrgyulladás és ekzema (L20-L30)
L20  Atopiás dermatitis
L21  Seborrhoeás dermatitis
L22  Pelenka dermatitis
L23  Allergiás kontakt dermatitis
L24  Irritativ kontakt dermatitis
L25  Nem specifikus kontakt dermatitis
L26  Exfoliativ dermatitis (erythroderma)
L27  Belsőleg bevett anyagok okozta dermatitis
L28  Lichen simplex chronicus és prurigo
L29  Pruritus
L30  Egyéb dermatitisek
Papulosquamosus rendellenességek (L40-L45)
L40  Psoriasis
L41  Parapsoriasis
L42  Pityriasis rosea
L43  Lichen ruber planus
L44  Egyéb papulosquamosus rendellenességek
L45* Papulosquamosus rendellenességek máshova osztályozott betegségekben
Urticaria és erythema (L50-L54)
L50  Urticaria
L51  Erythema multiforme
L52  Erythema nodosum
L53  Egyéb erythematosus állapotok
L54* Erythema máshova osztályozott betegségekben
A bőr és bőralatti szövet sugárkárosodása (L55-L59)
L55  Napozás okozta dermatitis
L56  Ultraibolya sugárzás okozta egyéb akut bőrelváltozások
L57  Tartós, nem ionizáló sugárzás okozta bőrelváltozások
L58  Radiodermatitis
L59  Sugárzással kapcsolatos egyéb bőr és subcutan rendellenességek
A bőr függelékeinek rendellenességei (L60-L75)
L60  Köröm rendellenességek
L62* Körömrendellenességek máshova osztályozott betegségekben
L63  Alopecia areata
L64  Androgen alopecia
L65  Egyéb, hegesedéssel nem járó szőrzetvesztés
L66  Heges alopecia [hegesedéssel járó szőrzetvesztés]
L67  Hajszin és hajszál anomáliák
L68  Hypertrichosis
L70  Acne
L71  Rosacea
L72  A bőr és bőralatti szövet follicularis cystái
L73  Egyéb follicularis rendellenességek
L74  Eccrin verejtékezési rendellenességek
L75  Apokrin verejték-rendellenességek
A bőr és bőralatti szövet egyéb rendellenességei (L80-L99)
L80  Vitiligo
L81  A bőrfestenyzettség egyéb rendellenességei
L82  Seborrhoeás keratosis
L83  Acanthosis nigricans
L84  Bőrkeményedések és kérgesedések
L85  Egyéb epidermalis megvastagodások
L86* Keratoderma máshova osztályozott betegségekben
L87  Transepidermalis eliminációs rendellenességek
L88  Pyoderma gangraenosum
L89  Decubitus-fekély
L90  A bőr sorvadásos rendellenességei
L91  Túltengéses bőrrendellenességek
L92  A bőr és bőralatti szövet granulomatosus rendellenességei
L93  Lupus erythematosus
L94  Egyéb lokalizált kötőszöveti rendellenességek
L95  Bőrre lokalizált vasculitis, m.n.o.
L97  Az alsó végtag fekélye, m.n.o.
L98  A bőr és bőralatti szövet egyéb, m.n.o. rendellenességei
L99* A bőr és bőralatti szövet egyéb rendellenességei máshova osztályozott betegségekben

## XIII. főcsoport – A csont-izomrendszer és kötőszövet betegségei (M00-M99)
Arthropathiák (M00-M25)
Fertőzéses arthropathiák (M00-M03)
M00  Ízületi gyulladás pyogen kórokozók miatt
M01* Ízület közvetlen fertőzése máshova osztályozott fertőző és parazitás betegségekben
M02  Reaktiv arthropathiák
M03* Fertőzések utáni és reaktiv arthropathiák máshova osztályozott betegségekben
Gyulladásos polyarthropathiák (M05-M14)
M05  Szeropozitív rheumatoid arthritis
M06  Egyéb rheumatoid arthritis
M07* Psoriasisos és enteropathiás arthropathiák
M08  Fiatalkori ízületi gyulladás
M09* Fiatalkori ízületi gyulladás máshova osztályozott betegségekben
M10  Köszvény
M11  Egyéb, kristály okozta arthropathiák
M12  Egyéb specifikus artropathiák
M13  Egyéb ízületi gyulladás
M14* Arthropathiák máshova osztályozott betegségekben
Arthrosis (M15-M19)
M15  Polyarthrosis
M16  Coxarthrosis [csípőízületi arthrosis]
M17  Gonarthrosis [térdízületi arthrosis]
M18  Az I.carpometacarpalis ízület arthrosisa
M19  Egyéb arthrosis
Egyéb ízületi betegségek (M20-M25)
M20  A kéz- és lábujjak szerzett torzulásai
M21  A végtagok egyéb szerzett deformitásai
M22  A térdkalács betegségei
M23  A térd belső zavarai
M24  Egyéb meghatározott ízületi elváltozások
M25  Egyéb ízületi rendellenességek, m.n.o.
Kötőszöveti rendszerbetegségek (M30-M36)
M30  Polyarteritis nodosa és rokon állapotok
M31  Egyéb nekrotizáló vasculopathiák
M32  Szisztémás lupus erythematosus
M33  Dermatopolymyositis
M34  Szisztémás sclerosis
M35  A kötőszövet egyéb szisztémás érintettsége
M36* A kötőszövet szisztémás megbetegedései máshova osztályozott betegségekben
Dorsopathiák (M40-M54)
Deformáló hátgerinc-elváltozások (M40-M43)
M40  Kyphosis és lordosis
M41  Scoliosis
M42  Gerinc osteochondrosis
M43  Egyéb deformáló dorsopathiák
Spondylopathiák (M45-M49)
M45  Spondylosis ankylopoetica
M46  Egyéb gyulladásos gerincbetegségek
M47  Spondylosis
M48  Egyéb gerincbetegségek
M49* Spondylopathiák máshova osztályozott betegségekben
Egyéb dorsopathiák (M50-M54)
M50  A nyaki porckorongok rendellenességei
M51  Egyéb intervertebralis porckorong rendellenességek
M53  Egyéb dorsopathiák m.n.o.
M54  Hát-fájdalom
Lágyrész rendellenességek (M60-M79)
Az izmok rendellenességei (M60-M63)
M60  Myositis
M61  Az izmok meszesedése és csontosodása
M62  Egyéb izomrendellenességek
M63* Izomrendellenességek máshova osztályozott betegségekben
A synovium és inak rendellenességei (M65-M68)
M65  Synovitis és tendosynovitis
M66  A synovium és in rupturája
M67  A synovium és az inak egyéb rendellenességei
M68* A synovium és inak rendellenességei máshova osztályozott betegségekben
Egyéb lágyrész-rendellenességek (M70-M79)
M70  Lágyrész-rendellenességek erőltetés vagy nyomás következtében
M71  Egyéb bursopathiák
M72  Fibroblastos rendellenességek
M73* Lágyrész-rendellenességek máshova osztályozott betegségekben
M75  Váll-elváltozások
M76  Az alsó végtag enthesopathiái, kivéve a lábfejet
M77  Egyéb enthesopathiák
M79  Egyéb, m.n.o. lágyrész-rendellenességek
Osteo- és chondropathiák (M80-M94)
A csontsűrűség és csontszerkezet rendellenességei (M80-M85)
M80  Osteoporosis pathologiás töréssel
M81  Osteoporosis pathologiás csonttörés nélkül
M82* Osteoporosis máshova osztályozott betegségekben
M83  Felnőttkori csontlágyulás
M84  A csontfolytonosság rendellenességei
M85  A csontsűrűség és szerkezet egyéb rendellenességei
Egyéb osteopathiák (M86-M90)
M86  Csontvelőgyulladás
M87  Csontelhalás
M88  A csontok Paget-kórja [osteitis deformans]
M89  Egyéb csontrendellenességek
M90* Osteopathiák máshova osztályozott betegségekben
Chondropathiák (M91-M94)
M91  A csipő és medence juvenilis osteochondrosisa
M92  Egyéb fiatalkori osteochondrosis
M93  Egyéb osteochondropathiák
M94  A porc egyéb rendellenességei
A csont-izomrendszer és kötőszövet egyéb rendellenességei (M95-M99)
M95  A csont-izomrendszer és a kötőszövet egyéb szerzett deformitásai
M96  Beavatkozás utáni csont-izomrendszeri deformitások m.n.o.
M99  Biomechanikai károsodások m.n.o.

## XIV. főcsoport – Az urogenitalis rendszer megbetegedései (N00-N99)
Glomerularis betegségek (N00-N08)
N00  Akut nephritis szindróma
N01  Gyors progressziójú nephritis szindróma
N02  Ismétlődő és perzisztáló haematuria
N03  Krónikus nephritis szindróma
N04  Nephrosis szindróma
N05  Nem meghatározott nephritis szindróma
N06  Izolált fehérjevizelés meghatározott morfológiai elváltozással
N07  Hereditaer nephropathia m.n.o.
N08* Glomerularis rendellenességek máshova osztályozott betegségekben
Renalis tubulo-interstitialis betegségek (N10-N16)
N10  Akut tubulo-interstitialis nephritis
N11  Krónikus tubulo-interstitialis nephritis
N12  Tubulo-interstitialis nephritis, akutnak vagy krónikusnak nem meghatározva
N13  Obstruktiv és reflux uropathia
N14  Gyógyszer- és nehézfém-indulkált tubulo-interstitialis és tubularis állapotok
N15  Egyéb tubulo-interstitialis betegségek
N16* Renalis tubulo-interstitialis rendellenességek máshova osztályozott betegségekben
Veseelégtelenség (N17-N19)
N17  Heveny veseelégtelenség
N18  Krónikus veseelégtelenség
Urolithiasis (N20-N23)
N20  Vese- és uréterkő
N21  Az alsó húgyutak kövessége
N22* Kő a húgyutakban máshova osztályozott betegségekben
N23  Vesekólika k.m.n.
A vese és ureter egyéb rendellenességei (N25-N29)
N25  A renalis tubularis funkció károsodása okozta rendellenességek
N26  Vesezsugorodás k.m.n.
N27  Ismeretlen okú kis vese
N28  A vese és uréter egyéb rendellenességei, m.n.o.
N29* A vese és uréter egyéb rendellenességei máshova osztályozott betegségekben
A húgyrendszer egyéb betegségei (N30-N39)
N30  Cystitis acuta
N31  A húgyhólyag m.n.o. neuromuscularis dysfunctiója
N32  A húgyhólyag egyéb rendellenességei
N33* Húgyhólyag rendellenességek máshova osztályozott betegségekben
N34  Húgycsőgyulladás és urethra szindróma
N35  Húgycsőszűkület
N36  A húgycső egyéb rendellenességei
N37* Húgycső rendellenességek máshova osztályozott betegségekben
N39  A húgyrendszer egyéb rendellenességei
A férfi nemi szervek betegségei (N40-N51)
N40  Prostata túltengés
N41  A prostata gyulladásos betegségei
N42  A prostata egyéb rendellenességei
N43  Hydrocele és spermatocele
N44  Herecsavarodás
N45  Orchitis és epididymitis
M46  Férfi meddőség
M47  Fitymatúltengés, phimosis és paraphimosis
N48  A hímvessző egyéb rendellenességei
N49  A férfi nemi szervek gyulladásos rendellenességei m.n.o.
N50  A férfi nemi szervek egyéb rendellenességei
N51* A férfi nemi szervek rendellenességei máshova osztályozott betegségekben
Az emlő rendellenességei (N60-N64)
N60  Jóindulatú emlő dysplasia
N61  Emlő gyulladásos rendellenességei
N62  Emlő hypertophia
N63  Emlőben lévő meghatározatlan képlet
N64  Az emlő egyéb rendellenességei
A női medencei szervek gyulladásos betegségei (N70-N77)
N70  Méhkürt és petefészek gyulladás
N71  Méhgyulladás, a méhnyak kivételével
N72  A méhnyak gyulladásos betegsége
N73  A női kismedence egyéb gyulladásos betegségei
N74* A női kismedence gyulladásos betegségei máshova osztályozott betegségekben
N75  A Bartholin-mirigy betegségei
N76  A hüvely és szeméremtest egyéb gyulladása
N77* A hüvely és szeméremtest kifekélyesedése és gyulladása máshova osztályozott betegségekben
A női nemi szervek nem-gyulladásos rendellenességei (N80-N98)
N80  Endometriosis
N81  A női nemi szervek , prolpsusa
N82  A női nemi szerveket érintő sipolyok
N83  A petefészek, méhkürt és a széles méhszalag nem-gyulladásos rendellenességei
N84  A női nemi szervek polypusa
N85  A méh egyéb, nem-gyulladásos rendellenességei, a méhnyak kivételével
N86  A méhnyak erosioja és ectropionja
N87  Dysplasia cervicis uteri
N88  A méhnyak egyéb, nem-gyulladásos rendellenességei
N89  A hüvely egyéb, nem-gyulladásos rendellenességei
N90  A szeméremtest és gát egyéb, nem-gyulladásos rendellenességei
N91  Hiányzó, csekély és ritka havivérzés
N92  Excesszív, gyakori, szabálytalan havivérzés
N93  Egyéb rendellenes méh- és hüvelyvérzés
N94  A női nemi szervekkel és havivérzéssel kapcsolatos fájdalom és egyéb állapotok
N95  Menopausalis és egyéb, perimenopausalis rendellenességek
N96  Habitualis vetélő
N97  Női infertilitás
N98  Mesterséges megtermékenyítéshez társuló szövődmények
A húgy- ivar-rendszer egyéb rendellenességei (N99)
N99  Az urogenitalis rendszer beavatkozást követő rendellenességei, m.n.o.

## XV. főcsoport – Terhesség, szülés és a gyermekágy (O00-O99)
Abortusszal végződő terhesség (O00-O08))
O00  Méhenkívüli terhesség
O01  Üszögterhesség
O02  A fogamzás egyéb rendellenes termékei
O03  Spontán vetélés
O05  Vetélés egyéb okból
O06  Vetélés k.m.n.
O07  Sikertelenül megkísérelt terhességmegszakitás
O08  Vetélést, méhenkivüli és üszögterhességet követő szövődmények
Oedema, proteinuria és magasvérnyomás terhességben, szülés alatt és a gyermekágy folyamán (O10-O16)
O10  A terhességet, szülést és gyermekágyat komplikáló, a terhesség előtt is fennálló magasvérnyomás
O11  Terhesség előtt ismert magasvérnyomás, rárakódott fehérjevizeléssel
O12  Terhességi vizenyő és fehérjevizelés, magasvérnyomás nélkül
O13  Terhességi magasvérnyomás, a szignifikáns fehérjevizelés nélkül
O14  Terhességi magasvérnyomás, a szignifikáns fehérjevizeléssel
O15  Eclampsia
O16  Anyai magasvérnyomás k.m.n.
Egyéb, főként a terhességgel kapcsolatos anyai rendellenességek (O20-O29)
O20  Vérzés a terhesség első 3 hónapjában
O21  Terhességi excesszív hányás
O22  Vénás szövődmények terhesség alatt
O23  Az urogenitalis rendszer fertőzései terhességben
O24  Cukorbetegség terhességben
O25  Hiányos táplálkozás terhességben
O26  Veszélyeztetett terhesség korábban fennálló állapotok miatt
O28  Antenatalis szűrés során felfedezett kóros leletek
O29  Anaesthesiologiai szövődmények a terhesség folyamán
A terhes gondozása a magzat, az amniális űr és a szüléssel kapcsolatos lehetséges problémák miatt (O30-O48)
O30  Többes terhesség
O31  Többes terhességgel összefüggő szövődmények
O32  Veszélyeztetett terhesség ismert vagy gyanított rendellenes fekvése miatt
O33  Veszélyeztetett terhesség ismert vagy gyanított téraránytalanság miatt
O34  Veszélyeztetett terhesség a kismedencei szervek ismert vagy gyanított rendellenességei miatt
O35  Veszélyeztetett terhesség a magzat ismert vagy gyanított betegségei miatt
O36  Veszélyeztetett terhesség egyéb ismert vagy gyanított magzati szövődmény miatt
O40  Hydramnion (polyhydramnion)
O41  A magzatvíz és a burkok egyéb rendellenességei
O42  Idő előtti burokrepedés
O43  Lepényi rendellenességek
O44  Placenta praevia
O45  Korai lepényleválás [abruptio placentae]
O46  Vérzés a szülés megindulása előtt, m.n.o.
O47  Jóslófájások
O48  Túlhordás
A vajúdás és a szülés rendellenességei (O60-O75)
O60  Koraszülés
O61  Sikertelen szülésinditás
O62  A szülőfájások rendellenességei
O63  Elhúzódó szülés
O64  Elakadt szülés a magzat tartási és fekvési rendellenessége miatt
O65  Elakadt szülés az anyai medence rendellenességei miatt
O66  Egyéb elakadt szülés
O67  Szülés alatti vérzéssel szövődött vajúdás és szülés m.n.o.
O68  Vajúdás és szülés magzati stresszel [distress] komplikálva
O69  Vajúdás és szülés köldökzsinór szövődményekkel
O70  Gátsérülés a szülés alatt
O71  Egyéb szülési sérülés
O72  Szülés utáni vérzés
O73  Placenta és burok visszamaradás, vérzés nélkül
O74  Anaesthesiologiai szövődmények a vajúdás és szülés alatt
O75  A vajúdás és szülés egyéb, m.n.o. szövődményei
Szülés (O80-O84)
O80  Egyes spontán szülés
O81  Egyes szülés fogóműtéttel és vacuum extractioval
O82  Egyes szülés császármetszéssel
O83  Egyéb egyes szülés műfogással
O84  Többes szülés
Főleg a gyermekággyal kapcsolatos szövődmények (O85-O92)
O85  Gyermekágyi láz [puerperalis szepszis]
O86  Egyéb gyermekágyi fertőzések
O87  Vénás szövődmények a gyermekágy alatt
O88  Szülészeti embólia
O89  Anaesthesiologiai szövődmények a gyermekágy alatt
O90  A gyermekágy szövődményei m.n.o.
O91  Az emlő szüléshez társuló fertőzései gyermekágy alatt szüléshez társulva
O92  Az emlő tejelválasztás egyéb rendellenességei
Egyéb szülészeti állapotok, m.n.o. (O95-O99)
O95  Szülészeti halál ismeretlen okból
O96  Halál bármely szülészeti okból több, mint 42 nappal, de kevesebb, mint egy évvel a szülés után
O97  Közvetlen szülészeti okok következményei okozta halál
O98  Máshova besorolható anyai fertőző és parazitás betegségek, melyek a terhességet, szülést és a gyermekágyat komplikálják
O99  Egyéb, máshova besorolható anyai betegségek, amelyek a terhességet, szülést és a gyermekágyat komplikálják

## XVI. főcsoport – A perinatális szakban keletkező bizonyos állapotok (P00-P96)
Az anyai tényezők, valamint a terhesség, vajúdás és szülési szövődmények révén károsodott magzat és újszülött
(P00-P04)
P00  A magzat és az újszülött olyan állapota, amelyet az anya jelen terhességétől független betegsége okozhatott
P01  A terhesség anyai komplikációja következtében megbetegedett magzat és újszülött
P02  A lepény, a köldökzsinór és a magzatburkok rendellenességei következtében megbetegedett magzat és újszülött
P03  A vajúdás és szülés egyéb szövődményei miatt érintett magzat és újszülött
P04  A magzat és az újszülött károsodása a lepényen át vagy az anyatejjel bejutó károsító anyagok következtében
A gesztáció tartamához és a magzat növekedéséhez kapcsolódó rendellenességek (P05-P08)
P05  Visszamaradt magzati növekedés és alultápláltság
P07  A rövid terhességi időtartammal és az alacsony születési súllyal kapcsolatos m.n.o. rendellenességek
P08  Túlhordással és magas születési súllyal kapcsolatos rendellenességek
Szülési trauma (P10-P15)
P10  Szülési sérülés következtében létrejött koponyán belüli roncsolódás és vérzés
P11  A központi idegrendszer egyéb szülési sérülései
P12  A hajas fejbőr sérülése
P13  A csontok szülési sérülése
P14  A perifériás idegrendszer szülési sérülése
P15  Egyéb szülési sérülések
A perinatális szak specifikus légzési és cardiovascularis rendellenességei (P20-P29)
P20  Méhen belüli hypoxia
P21  Szülési asphyxia
P22  Újszülött respiratiós distress szindrómája
P23  Veleszületett tüdőgyulladás
P24  Újszülöttkori aspiratio-szindrómák
P25  Interstitialis emphysema és társuló állapotok a perinatális életkorban
P26  A perinatális időszakban keletkezett tüdővérzés
P27  A perinatális időszakban kialakuló krónikus légúti betegség
P28  Egyéb, a perinatális időszakban keletkező légúti megbetegedések
P29  A keringési rendszer perinatális korban keletkező rendellenességei
A perinatális szak specifikus fertőzései (P35-P39)
P35  Veleszületett vírusbetegségek
P36  Újszülött bakteriális szepszise
P37  Veleszületett egyéb fertőző és parazitás betegségek
P38  Az újszülött omphalitise enyhe vérzéssel vagy anélkül
P39  Egyéb, a perinatális időszakra jellemző fertőzések
A magzat és az újszülött vérzéses és haematologiai rendellenességei (P50-P61)
P50  Magzati vérveszteség
P51  Köldökvérzés az újszülöttben
P52  A magzat és az újszülött nem traumás eredetű koponyaűri vérzése
P53  A magzat és az újszülött vérzékenysége
P54  Egyéb újszülöttkori vérzések
P55  A magzat és az újszülött haemolyticus betegsége
P56  Haemolyticus betegség okozta hydrops foetalis
P57  Magicterus
P58  Újszülöttkori sárgaság egyéb excesszív haemolysis következtében
P59  Újszülöttkori sárgaság egyéb és nem meghatározott ok miatt
P60  Disszeminált intravascularis coagulatio a magzatban és az újszülöttben
P61  Egyéb perinatális haematologiai rendellenességek
A magzat és az újszülött specifikus, átmeneti endokrin és anyagcsere rendellenességei (P70-P74)
P70  A magzatra és az újszülöttre jellemző átmeneti cukor anyagcsere zavarok
P71  A calcium és magnézium anyagcsere átmeneti újszülöttkori rendellenességei
P72  Egyéb átmeneti újszülöttkori endokrin rendellenességek
P74  Egyéb átmeneti elektrolit- és anyagcsere-zavarok az újszülöttkorban
A magzat és az újszülött emésztőrendszeri rendellenességei (P75-P78)
P75* Meconium ileus
P76  Egyéb újszülöttkori bélelzáródás
P77  Enterocolitis necrotisans a magzatban és az újszülöttben
P78  Egyéb emésztőrendszeri rendellenességek a perinatális életkorban
A magzat és az újszülött kültakarót és hőmérséklet-szabályozást érintő állapotai (P80-P83)
P80  Az újszülött hypothermiája
P81  Az újszülött hőszabályozásának egyéb zavarai
P83  A kültakaró egyéb, a magzatra és az újszülöttre jellemző állapotai
Egyéb, a perinatális szakban keletkező egyéb rendellenességek (P90-P96)
P90  Újszülöttkori görcsök
P91  Az újszülött agyi állapotának egyéb zavarai
P92  Táplálási problémák az újszülöttben
P93  Reakciók és mérgezések a magzatnak és az újszülöttnek adott szerektől
P94  Az újszülött izomtónusának rendellenességei
P95  A magzat elhalása nem meghatározott ok miatt
P96  A perinatális szakban keletkező egyéb állapotok

## XVII. főcsoport – Veleszületett rendellenességek, deformitások és kromoszóma abnormitások (Q00-Q99)
Az idegrendszer veleszületett rendellenességei (Q00-Q07)
Q00  Agyvelőhiány és hasonló fejlődési rendellenességek
Q01  Agyvelősérv
Q02  Kisfejűség
Q03  Veleszületett vízfejűség
Q04  Az agy egyéb veleszületett rendellenességei
Q05  Gerinchasadék (spina bifida)
Q06  A gerincvelő egyéb veleszületett fejlődési rendellenességei
Q07  Az idegrendszer egyéb veleszületett rendellenességei
A szem, fül, arc és nyak veleszületett rendellenességei (Q10-Q18)
Q10  A szemhéjak, könnyszervek és szemüreg veleszületett rendellenességei
Q11  Szemhiány, kisszeműség, nagyszeműség
Q12  A szemlencse veleszületett rendellenességei
Q13  A szem elülső szegmentjének veleszületett rendellenességei
Q14  A szem hátsó szegmentjének veleszületett rendellenességei
Q15  A szem egyéb veleszületett rendellenességei
Q16  A fül veleszületett, hallászavart okozó rendellenességei
Q17  A fül egyéb veleszületett rendellenességei
Q18  Az arc és nyak egyéb veleszületett rendellenességei
A keringési rendszer veleszületett rendellenességei (Q20-Q28)
Q20  A szív üregeinek és összeköttetéseinek veleszületett rendellenességei
Q21  A szívsövények veleszületett rendellenességei
Q22  A háromhegyű és tüdőverőér billentyűk veleszületett rendellenességei
Q23  Az aorta- és kéthegyű billentyűk veleszületett rendellenességei
Q24  A szív egyéb veleszületett rendellenességei
Q25  A nagy artériák veleszületett rendellenességei
Q26  A nagyvénák veleszületett rendellenességei
Q27  A perifériás érrendszer egyéb veleszületett rendellenességei
Q28  A keringési szervrendszer egyéb veleszületett rendellenességei
A légzőrendszer veleszületett rendellenességei (Q30-Q34)
Q30  Az orr veleszületett rendellenességei
Q31  A gége veleszületett rendellenességei
Q32  A légcső és hörgők veleszületett rendellenességei
Q33  A tüdő veleszületett rendellenességei
Q34  A légzőrendszer egyéb veleszületett rendellenességei
Ajak- és szájpadhasadék (nyúlajk és farkastorok) (Q35-Q37)
Q35  Szájpadhasadék
Q36  Ajakhasadék
Q37  Szájpad-ajakhasadék
Az emésztőrendszer egyéb veleszületett rendellenességei (Q38-Q45)
Q38  A nyelv, száj és a garat egyéb veleszületett rendellenességei
Q39  A nyelőcső veleszületett rendellenességei
Q40  A tápcsatorna felső szakaszának egyéb veleszületett rendellenességei
Q41  A vékonybél veleszületett hiánya, elzáródása, szűkülete
Q42  A vastagbél veleszületett hiánya, elzáródása és szűkülete
Q43  A bél egyéb veleszületett rendellenességei
Q44  Az epehólyag, epevezetékek és máj veleszületett rendellenességei
Q45  Az emésztőrendszer egyéb veleszületett rendellenességei
A nemi szervek veleszületett rendellenességei (Q50-Q56)
Q50  A petefészkek, petevezetők és széles szalagok veleszületett rendellenességei
Q51  A méh és méhnyak veleszületett rendellenességei
Q52  A női nemi szervek egyéb veleszületett rendellenességei
Q53  Nem descendált here
Q54  Hypospadiasis
Q55  A férfi nemi szervek egyéb veleszületett rendellenességei
Q56  Határozatlan neműség és pseudohermaphroditismus
A húgyrendszer veleszületett rendellenességei (Q60-Q64)
Q60  A vese agenesise és egyéb, veseállomány-csökkenéssel járó elváltozások
Q61  Cystás vesebetegség
Q62  A vesemedence veleszületett, elzáródást okozó rendellenességei és a húgyvezeték veleszületett malformatiói
Q63  A vese egyéb veleszületett rendellenességei
Q64  A húgyrendszer egyéb veleszületett rendellenességei
A csont-izomrendszer veleszületett rendellenességei és deformitásai (Q65-Q79)
Q65  A csipő veleszületett deformitásai
Q66  A lábak veleszületett rendellenességei
Q67  A fej, arc, gerinc és mellkas csont-izomrendszerének veleszületett rendellenességei
Q68  A csont- és izomrendszer egyéb veleszületett deformitásai
Q69  Számfeletti ujjak (polydactylia)
Q70  Összenőtt ujjak (syndactylia)
Q71  A felső végtag redukciós defektusai
Q72  Az alsó végtag redukciós defektusai
Q73  Nem meghatározott végtag redukciós defektusai
Q74  Egyéb veleszületett végtag-rendellenességek
Q75  Az agy- és arckoponya csontjainak egyéb veleszületett rendellenességei
Q76  A gerinc és csontos mellkas veleszületett rendellenességei
Q77  Csont-porcképződési zavarok (osteo-chondrodysplasia) a csöves csontok és gerinccsontok növekedési defektusával
Q78  Egyéb osteo-chondrodysplasiák
Q79  A csont-izomrendszer m.n.o. veleszületett rendellenességei
Egyéb veleszületett rendellenességek (Q80-Q89)
Q80  Ichthyosis congenita
Q81  Epidermolysis bullosa
Q82  A bőr egyéb veleszületett rendellenességei
Q83  Az emlő veleszületett rendellenességei
Q84  A kültakaró egyéb veleszületett rendellenességei
Q85  Phakomatosisok, m.n.o.
Q86  Veleszületett malformatiós szindrómák ismert külső ok miatt, m.n.o.
Q87  Egyéb meghatározott, több szervrendszert érintő malformatiós szindrómák
Q89  Egyéb veleszületett, m.n.o. rendellenességek
Kromoszóma abnormitások m.n.o. (Q90-Q99)
Q90  Down-szindróma
Q91  Edwards-szindróma és Patau-szindróma
Q92  Egyéb autoszomális, m.n.o. részleges vagy teljes triszómiák
Q93  Az autoszómák m.n.o. monoszómiái és deletiói
Q95  Kiegyenlített átrendeződések és szerkezeti markerek m.n.o.
Q96  Turner-szindróma
Q97  Egyéb szex-kromoszóma rendellenességek, női fenotipussal, m.n.o.
Q98  Egyéb szex-kromoszóma rendellenességek, férfi fenotipussal, m.n.o.
Q99  Egyéb kromoszóma rendellenességek, m.n.o.

## XVIII. főcsoport – Máshova nem osztályozott tünetek, jelek és kóros klinikai és laboratóriumi leletek (R00-R99)
A keringési és légzési rendszert illető tünetek és jelek (R00-R09)
R00  A szívverés rendellenességei
R01  Szívzörejek és egyéb szíveredetű hangjelenségek
R02  Üszkösödés m.n.o.
R03  Abnormis vérnyomásérték diagnózis nélkül
R04  Vérzés a légutakból
R05  Köhögés
R06  A légzés rendellenességei
R07  Torok- és mellkasfájdalom
R09  A keringési és légzési rendszert illető egyéb tünetek és jelek
Az emésztőrendszert és hasat illető tünetek és jelek (R10-R19)
R10  Hasi és medencei fájdalom
R11  Hányinger és hányás
R12  Gyomorégés
R13  Dysphagia
R14  Flatulentia és rokon állapotok
R15  Széklet incntinentia
R16  Máj- és lépmegnagyobbodás m.n.o.
R17  Sárgaság k.m.n.
R18  Ascites
R19  Az emésztőrendszert és hasat illető egyéb tünetek és jelek
A bőrt és bőralatti szövetet illető tünetek és jelek (R20-R23)
R20  A bőr érzészavarai
R21  Kiütések és egyéb nem specifikus bőrjelenségek
R22  A bőr és bőralatti szövet lokalizált dúzzanata és képlete
R23  Egyéb bőrelváltozások
Az ideg- és csont-izomrendszert illető tünetek és jelek (R25-R29)
R25  Rendellenes akaratlan mozgások
R26  A járás és mobilitás rendellenességei
R27  A koordináció egyéb hiányossága
R29  Az ideg- és csont-izomrendszert illető egyéb és k.m.n. tünetek és jelek
A húgyrendszert illető tünetek és jelek (R30-R39)
R30  Vizeléshez társuló fájdalom
R31  Vérvizelés k.m.n.
R32  Vizelet-incontinentia k.m.n.
R33  Retentio urinae
R34  Anuria és oliguria
R35  Polyuria
R36  Húgycső-váladékozás
R39  A húgyrendszert illető egyéb és nem meghatározott tünetek és jelek
A felismerést, percepciót, érzelmi állapotot és magatartást illető tünetek és jelek (R40-R46)
R40  Aluszékonyság, stupor és coma
R41  A kognitiv funkciókat és a tudatosságot illető egyéb tünetek és jelek
R42  Szédülékenység
R43  A szaglás és ízlelés zavarai
R44  Az általános érzést és érzékelést illető egyéb tünetek és jelek
R45  Az érzelmi állapotot illető tünetek és jelek
R46  A külső megjelenést és magatartást illető tünetek és jelek
A beszédet és hangot illető tünetek és jelek (R47-R49)
R47  Beszédzavarok m.n.o.
R48  Dyslexia és egyéb jel-diszfunkciók m.n.o.
R49  Beszédhang zavarok
Általános tünetek és jelek (R50-R69)
R50  Ismeretlen eredetű láz
R51  Fejfájás
R52  Fájdalom m.n.o.
R53  Rossz közérzet és fáradtság
R54  Szenilitás
R55  Syncope és collapsus
R56  Görcsök m.n.o.
R57  Schock m.n.o.
R58  Vérzés m.n.o.
R59  Nyirokcsomó megnagyobbodás
R60  Oedema m.n.o.
R61  Hyperhidrosis
R62  A normális élettani fejlődés hiánya
R63  A táplálkozást és folyadékfelvételt illető tünetek és a jelek
R64  Cachexia
R68  Egyéb általános tünetek és jelek
R69  A morbiditás ismeretlen és k.m.n. okai
A vérvizsgálat kóros eredményei diagnózis nélkül (R70-R79)
R70  Gyorsult vörösvérsejt-süllyedés és a plazmaviszkozitás rendellenességei
R71  Vörösvérsejt rendellenességek
R72  Fehérvérsejt rendellenességek m.n.o.
R73  Emelkedett vércukorszint
R74  Abnormis szérum enzimszintek
R75  Humán immunhiány-virus [HIV] laboratóriumi evidenciája
R76  Egyéb kóros immunológiai leletek a szérumban
R77  A plazmafehérjék egyéb abnormitásai
R78  A vérben élettanilag nem előforduló gyógyszerek és anyagok
R79  A vér egyéb rendellenes kémiai leletei
Kóros vizeletvizsgálati leletek diagnózis nélkül (R80-R82)
R80  Izolált fehérjevizelés
R81  Cukorvizelés
R82  A vizelet egyéb kóros leletei
Egyéb testfolyadékok, szövetek vizsgálatának kóros leletei diagnózis nélkül (R83-R89)
R83  A liquor cerebrospinalis kóros leletei
R84  A légzőszervekből és mellkasból származó anyagok kóros leletei
R85  Az emésztőrendszerből és hasüregből származó anyagok kóros leletei
R86  A férfi nemi szervekből származó anyagok kóros leletei
R87  A női nemi szervekből származó anyagok kóros leletei
R89  Egyéb szervekből, szervrendszerekből és szövetekből származó anyagok kóros leletei
Diagnosztikus képalkotó és funkcionális vizsgálatok kóros leletei diagnózis nélkül (R90-R94)
R90  A központi idegrendszer diagnosztikus képalkotó vizsgálatával talált kóros leletek
R91  A tüdő diagnosztikus képalkotó vizsgálatával talált kóros leletek
R92  Az emlő diagnosztikus képalkotó vizsgálatával talált kóros leletek
R93  Egyéb testrészek diagnosztikus képalkotó vizsgálatával talált kóros leletek
R94  Funkcionális vizsgálatok kóros eredményei
A halálozás rosszul meghatározott és ismeretlen okai (R95-R99)
R95  Hirtelen csecsemőhalál szindróma
R96  Egyéb hirtelen halál ismeretlen okból
R98  Halál tanú nélkül
R99  A halálozás rosszul meghatározott, ill. k.m.n. okai

## XIX. főcsoport – Sérülés, mérgezés és külső okok bizonyos egyéb következményei (S00-T98)
Fejsérülések (S00-S09)
S00  A fej felületes sérülése
S01  A fej nyílt sebe
S02  A koponya és az arccsontok törése
S03  A fej ízületeinek és szalagjainak ficama, dislocatiója és distorsiója
S04  Az agyidegek sérülése
S05  A szem és szemgödör sérülése
S06  Intracranialis sérülés
S07  A fej zúzódásos sérülése
S08  A fej részleges traumás amputációja
S09  A fej egyéb és k.m.n. sérülései
A nyak sérülései (S10-S19)
S10  Felületes nyaki sérülés
S11  A nyak nyílt sebe
S12  A nyak törése
S13  Ficam, dislocatio és distorsio a nyak szintjében
S14  Ideg- és gerincvelő-sérülés a nyak szintjében
S15  Érsérülés a nyak szintjében
S16  Izom- és ínsérülés a nyak szintjében
S17  A nyak összenyomatása
S18  Traumás amputáció a nyak szintjében
S19  A nyak egyéb és k.m.n. sérülései
A mellkas sérülései (S20-S29)
S20  A mellkas felületes sérülése
S21  A mellkas nyílt sebe
S22  Borda (-ák), szegycsont és háti gerinc törése
S23  A mellkas ízületeinek és szalagjainak ficama, dislocatiója és distorsiója
S24  Ideg- és gerincvelő-sérülés a mellkas szintjében
S25  A mellkasi erek sérülése
S26  A szív sérülése
S27  Egyéb és k.m.n. intrathoracalis szervek sérülése
S28  Mellkasi összenyomatás, mellkasi traumás csonkolás
S29  A mellkas egyéb és k.m.n. sérülései
A has, a hát alsó része, az ágyéki gerinc és medence sérülései (S30-S39)
S30  A has, az ágyék és a medence felületes sérülése
S31  A has, az ágyék és a medence nyílt sebe
S32  Az ágyéki gerinc és a medence törése
S33  Az ágyéki gerinc és a medence ízületeinek és szalagjainak ficama, dislocatioja és distorsiója
S34  Idegek és az ágyéki gerincvelő sérülése a has, az ágyék és a medence szintjében
S35  Érsérülések a has, az ágyék és a medence szintjében
S36  A hasüregi szervek sérülése
S37  A medencei szervek sérülése
S38  A has, az ágyék és a medence összenyomatásos sérülése, részleges traumás amputációja
S39  A has, az ágyék és a medence egyéb és k.m.n. sérülései
A váll és a felkar sérülései (S40-S49)
S40  A váll és a felkar felületes sérülése
S41  A váll és a felkar nyílt sebe
S42  A váll és a felkar törése
S43  A vállöv ízületeinek és szalagjainak ficama, dislocatiója és distorsiója
S44  Idegsérülés a váll és felkar szintjében
S45  Erek sérülése a váll és a felkar szintjében
S46  Izom- és ínsérülés a váll és a felkar szintjében
S47  A váll és felkar összenyomatása
S48  A váll és a felkar traumás amputációja
S49  A váll és a felkar egyéb és k.m.n. sérülései
A könyök és alkar sérülései (S50-S59)
S50  Az alkar felületes sérülése
S51  Az alkar nyílt sebe
S52  Alkartörés
S53  A könyökízület és szalagjainak ficama, dislocatiója és distorsiója
S54  Idegsérülés az alkar szintjében
S55  Erek sérülése az alkar szintjében
S56  Izom- és ínsérülés az alkar szintjében
S57  Az alkar zúzódása
S58  A könyök és az alkar traumás amputációja
S59  Az alkar egyéb és k.m.n. sérülései
A csukló és a kéz sérülései (S60-S69)
S60  A csukló és kéz felületes sérülése
S61  A csukló és a kéz nyílt sebe
S62  Törés a csukló és kéz szintjében
S63  Ficam, dislocatió és distorsió a csukló és kéz szintjében
S64  Idegsérülés a csukló és kéz szintjében
S65  Erek sérülése a csukló és kéz szintjében
S66  Izom- és ínsérülés a csukló és kéz szintjében
S67  A csukló és kéz zúzódása
S68  A csukló és a kéz traumás amputációja
S69  A csukló és kéz egyéb és k.m.n. sérülései
A csipő és comb sérülései (S70-S79)
S70  A csipő és comb felületes sérülése
S71  A csipő és comb nyílt sebe
S72  Combcsonttörés
S73  A csípőízület és szalagjainak ficama, dislocatiója és distorsiója
S74  Idegsérülés a csipő és comb szintjében
S75  Erek sérülése a csipő és comb szintjében
S76  Izom- és ínsérülés a csipő és comb szintjében
S77  A csipő és comb zúzódása
S78  A csipő és comb traumás amputációja
S79  A csipő comb egyéb és k.m.n. sérülései
A térd és lábszár sérülései (S80-S89)
S80  A lábszár felületes sérülése
S81  A lábszár nyílt sebe
S82  A lábszár törése, beleértve a bokát
S83  A térd ficama, dislocatiója és distorsiója
S84  Idegsérülés a lábszár szintjében
S85  Erek sérülése a lábszár szintjében
S86  Izom- és ínsérülés a lábszár szintjében
S87  A lábszár zúzódása
S88  A lábszár traumás amputációja
S89  A lábszár egyéb és k.m.n. sérülései
A boka és láb sérülései (S90-S99)
S90  A boka és lábfej felületes sérülése
S91  A boka és lábfej nyílt sebe
S92  Lábtörés
S93  A lábfej ízületeinek és szalagjainak ficama, dislocatiója és distorsiója
S94  Idegsérülés a boka és lábfej szintjében
S95  Erek sérülése a boka és lábfej szintjében
S96  Izom- és ínsérülés a boka és lábfej szintjében
S97  A boka és a lábfej zúzódása
S98  A boka és lábfej traumás amputációja
S99  A boka és lábfej egyéb és k.m.n. sérülései
Több testtájra terjedő sérülések (T00-T07)
T00  Több testtájra terjedő felületes sérülések
T01  Több testtájra terjedő nyílt sebek
T02  Több testtájra terjedő törések
T03  Több testtájra terjedő ficamok, dislocatiók és distorsiók
T04  Több testtájra terjedő zúzódások
T05  Több testtájra terjedő traumás amputációk
T06  Több testtájra terjedő sérülések m.n.o.
T07  Többszörös sérülések k.m.n.
A törzs, végtag vagy más testtájék k.m.n. részeinek sérülése (T08-T14)
T08  Gerinctörés, szintje nem meghatározott
T09  A gerinc és törzs egyéb sérülése, szintje nem meghatározott
T10  A felső végtag törése, szintje nem meghatározott
T11  A felső végtag egyéb sérülései, szintje nem meghatározott
T12  Az alsó végtag törése, szintje nem meghatározott
T13  Az alsó végtag egyéb sérülései, szintje nem meghatározott
T14  Nem meghatározott testtájék sérülése
Természetestest nyílásokon behatolt idegentest hatásai (T15-T19)
T15  Idegentest a szem külső részében
T16  Idegentest a fülben
T17  Idegentest a légzőtraktusban
T18  Idegentest az emésztőtraktusban
T19  Idegentest a húgy-ivarszervekben
Égések és maródások (T20-T32)
A testfelület meghatározott helyének égései és maródásai (T20-T25)
T20  A fej és nyak égése és maródása
T21  A törzs égése és maródása
T22  A váll és felkar égése és maródása, kivéve a csuklót és kezet
T23  A csukló és kéz égése és maródása
T24  A csipő és alsó végtag égése és maródása, kivéve a bokát és lábfejet
T25  A boka és lábfej égése és maródása
A szemre és a belső szervekre korlátozódó égések és maródások (T26-T28)
T26  A szemre és függelékeire korlátozódó égés és maródás
T27  A légzőtraktus égése és maródása
T28  Egyéb belső szervek égése és maródása
Több és nem meghatározott testtájék égései és maródásai (T29-T32)
T29  Több testtájék égései és maródásai
T30  Égés és maródás, testtájék k.m.n.
T31  Égések, az érintett testfelület terjedelmének megfelelően osztályozva
T32  Maródások, az érintett testfelület terjedelmének megfelelően osztályozva
Fagyás (T33-T35)
T33  Felületes fagyás
T34  Fagyás szövetelhalással
T35  Több testtájékra terjedő és k.m.n. fagyás
Drogok, gyógyszerek és biológiai anyagok által okozott mérgezések (T36-T50)
T36  Szisztémás antibiotikumok által okozott mérgezés
T37  Egyéb szisztémás fertőzés elleni szer és antiparazitikum által okozott mérgezés
T38  Hormonok és szintetikus pótszereik és antagonistáik által okozott mérgezés, m.n.o.
T39  Nem opioid fájdalom- és lázcsillapítók és antirheumaticumok által okozott mérgezés
T40  Narkotikumok és pszichodiszleptikus szerek [hallucinogének] által okozott mérgezés
T41  Anaestheticumok és terápiás gázok által okozott mérgezés
T42  Antiepileptikum, altató-nyugtató és antiparkinson szerek által okozott mérgezés
T43  Pszichotrop szerek által okozott mérgezés, m.n.o.
T44  Elsődlegesen az autonóm idegrendszerre ható gyógyszerek által okozott mérgezés
T45  Elsődlegesen szisztémás és haematologiai szerek által okozott mérgezés, m.n.o.
T46  Elsődlegesen a szív-érrendszerre ható gyógyszerek által okozott mérgezés
T47  Elsődlegesen a gyomor-bél rendszerre ható gyógyszerek által okozott mérgezés
T48  Elsődlegesen a sima- és csontvázizmokra és a légzőszervekre ható gyógyszerek által okozott mérgezés
T49  Elsődlegesen a bőrre és nyálkahártyákra ható anyagok, valamint szem- , fül-, orr-, gégegyógyászatban használt szerek által okozott mérgezés
T50  Diuretikumok és egyéb k.m.n. szerek, gyógyszerek és biológiai anyagok által okozott mérgezés
Elsősorban nem gyógyszerként használt anyagok toxikus hatása (T51-T65)
T51  Az alkohol toxikus hatása
T52  Szerves oldószerek toxikus hatása
T53  Alifás és aromás szénhidrogének halogén származékainak toxikus hatása
T54  Maró anyagok toxikus hatása
T55  Szappanok és detergensek toxikus hatása
T56  Fémek toxikus hatása
T57  Egyéb szervetlen anyagok toxikus hatása
T58  Szén-monoxid toxikus hatása
T59  Egyéb gázok, gőzök és párák toxikus hatása
T60  Peszticidek toxikus hatása
T61  Tengeri eredetű ártalmas élelmiszerek toxikus hatása
T62  Egyéb ártalmas élelmiszerek toxikus hatása
T63  Mérges állatok által okozott toxikus reakció
T64  Aflatoxin és egyéb mycotoxin ételszennyezők toxikus hatása
T65  Egyéb és k.m.n. anyagok toxikus hatása
Külső okok egyéb és k.m.n. hatásai (T66-T78)
T66  Sugárhatás k.m.n.
T67  A hőség és a fény hatásai
T68  Hypothermia
T69  A csökkent hőmérséklet egyéb hatásai
T70  A lég- és víznyomás hatásai
T71  Megfulladás
T73  Egyéb hiányok hatásai
T74  Rossz bánásmód szindrómák
T75  Egyéb külső okok hatásai
T78  Máshova nem osztályozott káros hatások
A trauma bizonyos korai szövődményei (T79)
T79  A trauma bizonyos korai szövődményei, m.n.o.
Az orvosi kezelés máshova nem osztályozott szövődményei (T80-T88)
T80  Infúziót, transzfúziót és terápiás injekciót követő szövődmények
T81  Eljárások szövődményei m.n.o.
T82  Protetikus szív- és éreszközök, implantátumok és graftok szövődményei
T83  Protetikus húgy-ivarszervi eszközök, implantátumok és graftok szövődményei
T84  A belső protetikus ortopéd eszközök, implantátumok és graftok szövődményei
T85  Egyéb belső protetikus eszközök, implantátumok és graftok szövődményei
T86  Transzplantátum-elégtelenség és kilökődés
T87  Visszaültetett végtagra vagy amputációra jellemző szövődmények
T88  A sebészi, ill. orvosi kezelés máshova nem osztályozott szövődményei
A sérülések, mérgezések és egyéb külső okok következményei (T90-T98)
T90  A fejsérülés következményei
T91  A nyak- és törzssérülés következményei
T92  Felsővégtag-sérülések következményei
T93  Alsóvégtag-sérülések következményei
T94  Többszörös és nem megjelölt testtájak sérülésének következményei
T95  Égések, maródások és fagyás következményei
T96  Kábítószerek, gyógyszerek és biológiai anyagok okozta mérgezés következményei
T97  Az elsősorban nem gyógyszerként használt anyagok okozta mérgezés következményei
T98  A külső okok egyéb és k.m.n. hatásainak következményei

## XX. főcsoport – A morbiditás és mortalitás külső okai (V01-Y98)
Közlekedési balesetek (V01-V99)
Gyalogos sérülése közlekedési balesetben (V01-V09)
V01  Gyalogos sérülése kerékpárral való összeütközéstől
V02  Gyalogos sérülése két- vagy háromkerekű motoros járművel ütközéstől
V03  Gyalogos sérülése gyalogos és autó vagy teherautó közötti összeütközésben
V04  Gyalogos sérülése gyalogos és nehéz nehézjármű vagy autóbusz közötti összeütközésben
V05  Gyalogos sérülése gyalogos és személy- vagy tehervonat közötti összeütközésben
V06  Gyalogos sérülése gyalogos és egyéb, nem motoros jármű közötti összeütközésben
V09  Gyalogos sérülése gyalogos egyéb és k.m.n. közlekedési balesetében
Kerékpáros sérülése közlekedési balesetben (V10-V19)
V10  Kerékpáros sérülése gyalogossal vagy állattal ütközésben
V11  Kerékpáros sérülése másik kerékpárossal ütközésben
V12  Kerékpáros sérülése két- vagy háromkerekű motoros járművel ütközésben
V13  Kerékpáros sérülése autóval vagy teherautóval ütközésben
V14  Kerékpáros sérülése nehéz járművel vagy autóbusszal ütközésben
V15  Kerékpáros sérülése személy- vagy tehervonattal ütközésben
V16  Kerékpáros sérülése egyéb, nem motoros járművel ütközésben
V17  Kerékpáros sérülése rögzített vagy állandó objektummal ütközésben
V18  Kerékpáros sérülése nem ütközéses balesetben
V19  Kerékpáros sérülése egyéb és k.m.n. szállítási balesetben
Motorkerékpáros sérülése közlekedési balesetben (V20-V29)
V20  Motorkerékpáros sérülése motorkerékpáros és gyalogos vagy állat közötti összeütközésben
V21  Motorkerékpáros sérülése kerékpárral ütközésben
V22  Motorkerékpáros sérülése két- vagy háromkerekű járművel ütközésben
V23  Motorkerékpáros sérülése autóval vagy teherautóval ütközésben
V24  Motorkerékpáros sérülése nehéz járművel vagy autóbusszal ütközésben
V25  Motorkerékpáros sérülése személy- vagy tehervonattal ütközésben
V26  Motorkerékpáros sérülése egyéb, nem motoros járművel ütközésben
V27  Motorkerékpáros sérülése rögzített vagy állandó objektummal ütközésben
V28  Motorkerékpáros sérülése közlekedési balesetben ütközés nélkül
V29  Motorkerékpáros sérülése egyéb és k.m.n. közlekedési balesetben
Háromkerekű motoros jármű utasának sérülése közlekedési balesetben (V30-V39)
V30  Háromkerekű motoros jármű utasának sérülése gyalogossal vagy állattal ütközésben
V31  Háromkerekű motoros jármű utasának sérülése kerékpárral ütközésben
V32  Háromkerekű motoros jármű utasának sérülése két- vagy háromkerekű motoros járművel ütközésben
V33  Háromkerekű motoros jármű utasának sérülése autóval vagy teherautóval ütközésben
V34  Háromkerekű motoros jármű utasának sérülése nehéz járművel vagy autóbusszal ütközésben
V35  Háromkerekű motoros jármű utasának sérülése személy- vagy tehervonattal ütközésben
V36  Háromkerekű motoros jármű utasának sérülése egyéb, nem motoros járművel ütközésben
V37  Háromkerekű motoros jármű utasának sérülése rögzített vagy állandó objektummal ütközésben
V38  Háromkerekű motoros jármű utasának sérülése nem közlekedési balesetben
V39  Háromkerekű motoros jármű utasának sérülése egyéb és k.m.n. szállítási balesetben
Autó utasának sérülése közlekedési balesetben (V40-V49)
V40  Autó utasának sérülése gyalogossal vagy állattal ütközésben
V41  Autó utasának sérülése kerékpárral ütközésben
V42  Autó utasának sérülése két- vagy háromkerekű motoros járművel ütközésben
V43  Autó utasának sérülése autóval vagy teherautóval ütközésben
V44  Autó utasának sérülése nehéz járművel vagy autóbusszal ütközésben
V45  Autó utasának sérülése személy- vagy tehervonattal ütközésben
V46  Autó utasának sérülése egyéb, nem motoros járművel ütközésben
V47  Autó utasának sérülése rögzített vagy állandó objektummal ütközésben
V48  Autó utasának sérülése közlekedési balesetben, összeütközés nélkül
V49  Autó utasának sérülése egyéb és k.m.n. közlekedési balesetben
Teherautó utasának sérülése közlekedési balesetben (V50-V59)
V50  Teherautó utasának sérülése gyalogossal vagy állattal ütközésben
V51  Teherautó utasának sérülése kerékpárral ütközésben
V52  Teherautó utasának sérülése két- vagy háromkerekű motoros járművel ütközésben
V53  Teherautó utasának sérülése autóval vagy teherautóval ütközésben
V54  Teherautó utasának sérülése nehéz járművel vagy autóbusszal ütközésben
V55  Teherautó utasának sérülése személy- vagy tehervonattal ütközésben
V56  Teherautó utasának sérülése egyéb, nem motoros járművel ütközésben
V57  Teherautó utasának sérülése rögzített vagy állandó objektummal ütközésben
V58  Teherautó utasának sérülése szállítási balesetben összeütközés nélkül
V59  Teherautó utasának sérülése egyéb és k.m.n. közlekedési balesetben
Nehéz szállító-jármű utasának sérülése közlekedési balesetben (V60-V69)
V60  Nehéz szállítójármű utasának sérülése gyalogossal vagy állattal ütközésben
V61  Nehéz szállítójármű utasának sérülése kerékpárral ütközésben
V62  Nehéz szállítójármű utasának sérülése két- vagy háromkerekű motoros járművel ütközésben
V63  Nehéz szállítójármű utasának sérülése autóval vagy teherautóval ütközésben
V64  Nehéz szállítójármű utasának sérülése nehéz járművel vagy autóbusszal ütközésben
V65  Nehéz szállítójármű utasának sérülése személy- vagy tehervonattal ütközésben
V66  Nehéz szállítójármű utasának sérülése egyéb, nem motoros járművel ütközésben
V67  Nehéz szállítójármű utasának sérülése rögzített vagy állandó objektummal ütközésben
V68  Nehéz szállítójármű utasának sérülése szállítási balesetben összeütközés nélkül
V69  Nehéz szállítójármű utasának sérülése egyéb és k.m.n. közlekedési balesetben
Autóbusz utasának sérülése közlekedési balesetben (V70-V79)
V70  Autóbusz utasának sérülése gyalogossal vagy állattal ütközésben
V71  Autóbusz utasának sérülése kerékpárral ütközésben
V72  Autóbusz utasának sérülése két- vagy háromkerekű motoros járművel ütközésben
V73  Autóbusz utasának sérülése autóval vagy teherautóval ütközésben
V74  Autóbusz utasának sérülése nehéz járművel vagy autóbusszal ütközésben
V75  Autóbusz utasának sérülése személy- vagy tehervonattal ütközésben
V76  Autóbusz utasának sérülése egyéb, nem motoros járművel ütközésben
V77  Autóbusz utasának sérülése rögzített vagy állandó objektummal ütközésben
V78  Autóbusz utasának sérülése szállítási balesetben összeütközés nélkül
V79  Autóbusz utasának sérülése egyéb és k.m.n. közlekedési balesetben
Egyéb szárazföldi közlekedési balesetek (V80-V89)
V80  Állaton lovagló személy vagy állat által húzott jármű utasának sérülése közlekedési balesetben
V81  Személy- vagy tehervonat utasának sérülése közlekedési balesetben
V82  Villamos utasának sérülése közlekedési balesetben
V83  Speciális ipari jármű utasának sérülése közlekedési balesetben
V84  Speciális mezőgazdasági jármű utasának sérülése közlekedési balesetben
V85  Speciális építő-jármű utasának sérülése közlekedési balesetben
V86  Terepjáró jármű vagy elsődlegesen nem közúti használatra tervezett motoros jármű utasának sérülése közlekedési balesetben
V87  Megjelölt típusú közlekedési baleset, de az áldozat közlekedési módja ismeretlen
V88  Megjelölt típusú, nem közlekedési baleset, de az áldozat közlekedési módja ismeretlen
V89  Motoros vagy nem motoros járműbaleset, a jármű típusa nincs megjelölve
Vízi közlekedési balesetek (V90-V94)
V90  Vízbefúlást vagy elmerülést okozó, vízi járművet ért baleset
V91  Egyéb sérülést okozó, vízi járművet ért baleset
V92  Egyéb elmerülés vagy vízbefúlás a vízi közlekedésben, vízi járműbaleset nélkül
V93  Elmerülést vagy vízbefúlást nem okozó baleset a vízi jármű fedélzetén, a vízi jármű balesete nélkül
V94  Egyéb és k.m.n. vízi szállítási baleset
Légi és űrszállítási balesetek (V95-V97)
V95  Légi jármű utasának sérülése a motoros légi jármű balesete miatt
V96  Utas sérülése nem motoros légi jármű balesetében
V97  Egyéb légi szállítási baleset
Egyéb és k.m.n. közlekedési balesetek (V98-V99)
V98  Egyéb közlekedési balesetek
V99  Közlekedési baleset k.m.n.
A baleseti sérülés egyéb külső okai (W00-X59)
Esések (W00-W19)
W00  Esés ugyanazon a szinten hóra vagy jégre
W01  Esés ugyanazon a szinten megcsúszás, botlás miatt
W02  Esés korcsolyával, sível, görkorcsolyával vagy gördeszkával
W03  Egyéb esés ugyanazon a szinten, más személlyel való összeütközés vagy más személy általi lökés miatt
W04  Esés más személy általi szállítás vagy támogatás közben
W05  Leesés tolószékről
W06  Leesés ágyról
W07  Leesés székről
W08  Leesés egyéb bútorról
W09  Leesés játszótéri berendezésekről
W10  Esés lépcsősor(ról)(ra) vagy lépcsőfok(ról)(ra)
W11  Esés létrá(ról)(ra)
W12  Esés állványzat(ról)(ra)
W13  Esés épület(ből)(ről) vagy építmény(ből)(ről)
W14  Leesés fáról
W15  Leesés szikláról
W16  A vízbe történő beugrásból vagy lemerülésből származó baleset, a vízbefúlás vagy elmerülés kivételével
W17  Egyéb esés egyik szintről a másikra
W18  Egyéb esés ugyanazon szinten
W19  Esés k.m.n.
Élettelen mechanikai erők által okozott baleset (W20-W49)
W20  Ütés dobott, lőtt vagy eső tárgytól
W21  Nekiütődés vagy ütés sportszertől
W22  Nekiütődés vagy ütés egyéb tárgytól
W23  Beszorulás, becsipődés, összezúzódás tárgyak közé (között)
W24  Emelő és transzmissziós munkagépek által okozott balesetek m.n.o.
W25  Éles üveg által okozott baleset
W26  Kés, kard vagy tőr által okozott baleset
W27  Nem motoros kéziszerszámok által okozott baleset
W28  Motoros fűnyíró által okozott baleset
W29  Egyéb motoros kéziszerszámok és háztartási készülékek által okozott baleset
W30  Mezőgazdasági munkagépek által okozott baleset
W31  Egyéb és k.m.n. készülékek által okozott baleset
W32  Kézi lőfegyver lövedéke
W33  Sörétes vadászfegyver, huzagolt csövű lőfegyver és nagyobb lőfegyver lövedéke
W34  Egyéb és k.m.n. lőfegyver lövedéke
W35  Bojler robbanása vagy repedése
W36  Gázpalack robbanása vagy repedése
W37  Nyomás alatt lévő abroncs, cső és tömlő robbanása vagy repedése
W38  Egyéb nyomás alatt lévő eszköz robbanása vagy repedése
W39  Tűzijáték lövedéke
W40  Egyéb anyagok robbanása
W41  Magas nyomású fecskendő által okozott baleset
W42  Zajártalom
W43  Vibrációs ártalom
W44  A szembe vagy testnyílásba behatoló idegentest
W45  A bőrön keresztül behatoló idegentest vagy tárgy
W49  Egyéb és k.m.n. élettelen mechanikai erők által okozott baleset
Élő mechanikai erők által okozott baleset (W50-W64)
W50  Balesetszerű nekiütődés, ütés, rúgás, harapás vagy karmolás más személytől
W51  Beütődés vagy nekiütődés más személy(be) (nek)
W52  Összenyomás vagy taszítás tömeg vagy tülekedés által
W53  Patkányharapás
W54  Kutyaharapás
W55  Egyéb emlősök harapása
W56  Tengeri állat által okozott sérülés
W57  Nem mérges rovarok és egyén nem mérges arthropodák csípése vagy harapása
W58  Krokodil vagy aligátor harapása
W59  Egyéb hüllők harapása vagy marása
W60  Növényi tüske vagy tövis vagy éles levél által okozott sérülés
W64  Egyéb és k.m.n. élő mechanikai erők által okozott baleset
Balesetszerű vizbefulladás és elmerülés (W65-W74)
W65  Vízbefulladás és elmerülés fürdőkádban
W66  Vízbefulladás vagy elmerülés fürdőkádba esést követően
W67  Vízbefulladás vagy elmerülés úszómedencében
W68  Vízbefulladás vagy elmerülés úszómedencébe esést követően
W69  Vízbefulladás és elmerülés természetes vízben
W70  Vízbefulladás vagy elmerülés természetes vízbeesést követően
W73  Egyéb vízbefulladás és elmerülés
W74  Vízbefulladás vagy elmerülés k.m.n.
Egyéb balesetszerű légzési veszélyeztetettség (W75-W84)
W75  Balesetszerű fulladás és strangulatio ágyban
W76  Egyéb balesetszerű akasztás és strangulatio
W77  Elzáródás vagy fulladás beomlás, leomló föld vagy egyéb anyag miatt
W78  Gyomortartalom inhalációja
W79  Étel inhalációja vagy aspirációja által okozott obstrukció a légutakban
W80  Egyéb tárgyak inhalációja vagy aspirációja által okozott légúti obstrukció
W81  Bezáródás vagy bezárás alacsony oxigéntartalmú környezetbe
W83  Egyéb fulladás
W84  Fulladás k.m.n.
Elektromos áram, sugárzás, szélsőséges környezeti hőmérséklet és légnyomás által okozott ártalmak (W85-W99)
W85  Elektromos vezetékek által okozott baleset
W86  Egyéb elektromos áram által okozott baleset
W87  Elektromos áram által okozott baleset k.m.n.
W88  Ionizáló sugárzás által okozott ártalom
W89  Látható és ibolyántúli sugárzás által okozott ártalom
W90  Egyéb, nem ionizáló sugárzás által okozott ártalom
W91  Sugárzás k.m.n. típusa által okozott ártalom
W92  Mesterséges eredetű excesszív hőség által okozott ártalom
W93  Mesterséges eredetű excesszív hideg által okozott ártalom
W94  Magas és alacsony légnyomás és légnyomás változások által okozott ártalom
W95  Egyéb és k.m.n. mesterséges környezeti tényezők által okozott ártalom
Füst, tűz és lángok hatásai (X00-X09)
X00  Ellenőrzés alatt nem álló tűz épületben vagy építményben
X01  Ellenőrzés alatt nem álló tűz nem épületben vagy építményben
X02  Ellenőrzött tűz épületben vagy építményben
X03  Ellenőrzött tűz nem épületben vagy építményben
X04  Nagymértékben gyúlékony anyagok meggyulladása
X05  Éjszakai ruházat meggyulladása vagy megolvadása
X06  Egyéb ruházat vagy viselet meggyulladása vagy megolvadása
X08  Egyéb füst, tűz vagy láng által okozott baleset
X09  Füst, tűz vagy láng által okozott baleset k.m.n.
Érintkezés izzó és forró anyagokkal (X10-X19)
X10  Forró ételek, italok, zsírok és főzőolajok által okozott ártalom
X11  Forró csapvíz által okozott ártalom
X12  Egyéb forró folyadékok által okozott ártalom
X13  Forró gőzök és párák által okozott ártalom
X14  Forró levegő vagy gázok által okozott ártalom
X15  Forró háztartási készülékek által okozott ártalom
X16  Forró fűtőberendezések, hősugárzók és csövek által okozott ártalom
X17  Forró motorok, gépezetek vagy szerszámok által okozott baleset
X18  Egyéb forró fémek által okozott baleset
X19  Egyéb forró és izzó anyagok által okozott baleset
Érintkezés mérgező állatokkal és növényekkel (X20-X29)
X20  Mérges kígyók és gyíkok által okozott mérgezés
X21  Mérges pókok csípése
X22  Skorpió csípése
X23  Méhek, lódarazsak és darazsak csípése
X24  Százlábú és mérges százlábú (trópusi) csípése
X25  Egyéb mérges arthropodák csípése
X26  Mérges tengeri állatok és növények csípése
X27  Egyéb mérges állatok csípése
X28  Egyéb mérges növények csípése
X29  Mérges állat vagy növény csípése k.m.n.
Természeti erők által okozott balesetek (X30-X39)
X30  Természetes eredet excesszív hőség által okozott ártalom
X31  Természetes eredetű excesszív hideg által okozott ártalom
X32  Napsugárzás által okozott ártalom
X33  Villámcsapás áldozata
X34  Földrengés áldozata
X35  Vulkánkitörés áldozata
X36  Lavina, földcsuszamlás és egyéb földmozgás áldozata
X37  Elemi csapás jellegű vihar áldozata
X38  Árvíz áldozata
X39  Egyéb és k.m.n. természeti erők által okozott ártalom
Káros anyagok által okozott balesetszerű mérgezés (X40-X49)
X40  Balesetszerű mérgezés nem opiát fájdalom- és lázcsillapítók, antirheumaticumok által
X41  Balesetszerű mérgezés antiepilepticum, altató-nyugtató és antiparkinson szerek és pszichotrop gyógyszerek által m.n.o.
X42  Balesetszerű mérgezés narkotikumok és pszichodiszleptikumok [hallucinogének] által m.n.o.
X43  Balesetszerű mérgezés az autonóm idegrendszerre ható egyéb gyógyszerek által
X44  Balesetszerű mérgezés egyéb és k.m.n. gyógyszerek és biológiai anyagok által
X45  Balesetszerű mérgezés alkohol által
X46  Balesetszerű mérgezés szerves oldószerek és szénhidrogének halogén származékai és gőzei által
X47  Balesetszerű mérgezés egyéb gázok és gőzök által
X48  Balesetszerű mérgezés peszticidek által
X49  Balesetszerű mérgezés egyéb és k.m.n. vegyszerek és mérgező anyagok által
Túlerőltetés, utazás és nélkülözés hatásai (X50-X57)
X50  Kimerülés fokozott erőfeszítés vagy ismétlődő mozgás által
X51  Utazási és helyzetváltoztatási betegség
X52  Elhúzódó tartózkodás súlytalansági állapotban
X53  Élelemhiány
X54  Vízhiány
X57  Nélkülözés k.m.n.
Egyéb és k.m.n. környezeti tényezők hatásai (X58-X59)
X58  Egyéb tényezők által okozott sérülés
X59  K.m.n. tényezők által okozott sérülés
Szándékos önártalom (X60-X84)
X60  Szándékos önmérgezés nem opioid fájdalom- és lázcsillapítókkal, antirheumaticumokkal
X61  Szándékos önmérgezés antiepileptikum, altató-nyugtató és antiparkinson szerek és pszichotrop drogok által m.n.o.
X62  Szándékos önmérgezés narkotikumok és pszichodiszleptikumok [hallucinogének] által, m.n.o.
X63  Szándékos önmérgezés az autonóm idegrendszerre ható egyéb gyógyszerek által
X64  Szándékos önmérgezés egyéb és k.m.n. gyógyszerek és biológiai anyagok által
X65  Szándékos önmérgezés, alkohol által
X66  Szándékos önmérgezés szerves oldószerek és szénhidrogének halogén származékai és gőzeik által
X67  Szándékos önmérgezés egyéb gőzök és gázok által
X68  Szándékos önmérgezés peszticidek által
X69  Szándékos önmérgezés egyéb és k.m.n. vegyszerek és mérgező anyagok által
X70  Szándékos önártalom akasztás, zsinegelés és megfojtás által
X71  Szándékos önártalom vízbefulladás és elmerülés által
X72  Szándékos önártalom kézi lőfegyverrel
X73  Szándékos önártalom sörétes és huzagolt csövű lőfegyverrel és katonai lőfegyverrel
X74  Szándékos önártalom egyéb és k.m.n. lőfegyverrel
X75  Szándékos önártalom robbanóanyagokkal
X76  Szándékos önártalom tűzzel, füsttel és lángokkal
X77  Szándékos önártalom forró gőzzel és tárgyakkal
X78  Szándékos önártalom éles eszközzel
X79  Szándékos önártalom tompa tárggyal
X80  Szándékos önártalom magas helyről leugrás által
X81  Szándékos önártalom mozgó objektum elé ugrás vagy fekvés által
X82  Szándékos önártalom motoros járműtől való összezúzatás által
X83  Szándékos önártalom egyéb megjelölt módon
X84  Szándékos önártalom k.m.n.
Testi sértés (X85-Y09)
X85  Gyógyszerekkel, kábítószerekkel és biológiai anyagokkal elkövetett testi sértés
X86  Maró anyagokkal elkövetett testi sértés
X87  Peszticidekkel elkövetett testi sértés
X88  Gázokkal és gőzökkel elkövetett testi sértés
X89  Egyéb vegyszerek és mérgező anyagok által elkövetett testi sértés
X90  K.m.n. vegyszerrel és mérgező anyaggal elkövetett testi sértés
X91  Akasztás, zsinegelés és megfojtás által elkövetett testi sértés
X92  Vízbefojtás és elmerülés által elkövetett testi sértés
X93  Kézi lőfegyverrel elkövetett testi sértés
X94  Sörétes vadászfegyverrel, huzagolt csövű és katonai lőfegyverrel elkövetett testi sértés
X95  Egyéb és k.m.n. lövéssel elkövetett testi sértés
X96  Robbanóanyagokkal elkövetett testi sértés
X97  Füsttel, tűzzel és lángokkal elkövetett testi sértés
X98  Forró gőzökkel és tárgyakkal elkövetett testi, sértés
X99  Éles eszközökkel elkövetett testi sértés
Y00  Tompa tárggyal elkövetett testi sértés
Y01  Magas helyről való lelökés által elkövetett testi sértés
Y02  Mozgó objektum elé lökés vagy helyezés által elkövetett testi sértés
Y03  Motoros járművel való összezúzatás által elkövetett testi sértés
Y04  Testi erővel elkövetett testi sértés
Y05  Testi erővel elkövetett szexuális testi sértés
Y06  Elhanyagolás és elhagyás
Y07  Egyéb rossz-bánásmód szindrómák
Y08  Egyéb megjelölt módon elkövetett testi sértés
Y09  K.m.n. módon elkövetett testi sértés
Nem meghatározott szándékú esemény (Y10-Y34)
Y10  Mérgezés nem opioid fájdalom- és lázcsillapítók, antirheumaticumok által, nem meghatározott szándékú
Y11  Mérgezés antiepilepticum, altató-nyugtató és antiparkinson szerek és pszichotrop gyógyszerek által m.n.o., nem meghatározott szándékú
Y12  Mérgezés narkotikumok és pszichodiszleptikumok [hallucinogének] által m.n.o. nem meghatározott szándékú
Y13  Mérgezés az autonóm idegrendszerre ható egyéb gyógyszerek által, nem meghatározott szándékú
Y14  Mérgezés egyéb és k.m.n. drogok, gyógyszerek és biológiai anyagok által, nem meghatározott szándékú
Y15  Mérgezés alkohol által, nem meghatározott szándékú
Y16  Mérgezés szerves oldószerek és szénhidrogének halogén származékai és gőzeik által, nem meghatározott szándékú
Y17  Mérgezés egyéb gázok és gőzök által, nem meghatározott szándékú
Y18  Mérgezés peszticidek által, nem meghatározott szándékú
Y19  Mérgezés egyéb és k.m.n. vegyszerek és mérgező anyagok által, nem meghatározott szándékú
Y20  Akasztás, zsinegelés és megfulladás, nem meghatározott szándékú
Y21  Vízbefulladás és elmerülés. nem meghatározott szándékú
Y22  Sérülés kézi lőfegyverek által, nem meghatározott szándékú
Y23  Sérülés sörétes vadászfegyver, huzagolt csövű és katonai lőfegyver által, nem meghatározott szándékú
Y24  Sérülés egyéb és k.m.n. lőfegyver által, nem meghatározott szándékú
Y25  Sérülés robbanóanyagok által, nem meghatározott szándékú
Y26  Füst, tűz és lángok hatása, nem meghatározott szándékú
Y27  Sérülés forró gőzök és tárgyak által, nem meghatározott szándékú
Y28  Sérülés éles tárgyak által, nem meghatározott szándékú
Y29  Sérülés tompa tárgy által, nem meghatározott szándékú
Y30  Esés, ugrás vagy lelöketés magas helyről, nem meghatározott szándékú
Y31  Mozgó objektum elé esés vagy aláfekvés, vagy el-, illetve nekifutás, nem meghatározott szándékú
Y32  Motoros járművel ütközés, roncsolódás, nem meghatározott szándékú
Y33  Egyéb megjelölt, nem meghatározott szándékú esemény
Y34  K.m.n. esemény, nem meghatározott szándékú
Törvényes beavatkozás és háborús események (Y35-Y36)
Y35  Törvényes beavatkozás
Y36  Háborús cselekmények
Az orvosi kezelés szövődményei (Y40-Y84)
Drogok, gyógyszerek és biológiai anyagok káros hatásai a gyógykezelés során (Y40-Y59)
Y40  Szisztémás antibiotikumok
Y41  Egyéb szisztémás fertőzés elleni szerek és antiparazitikumok
Y42  Hormonok és szintetikus pótszereik és antagonistáik m.n.o.
Y43  Elsődlegesen szisztémás szerek
Y44  Elsődlegesen a vér alkotóelemeire ható anyagok
Y45  Fájdalom- és lázcsillapítók és gyulladás elleni szerek
Y46  Antiepileptikumok és antiparkinson szerek
Y47  Nyugtatók, altatók és szorongáscsökkentő szerek
Y48  Anaestheticumok és terápiás gázok
Y49  Pszichotrop szerek m.n.o.
X50  Központi idegrendszeri stimulánsok m.n.o.
X51  Elsődlegesen az autonóm idegrendszerre ható szerek
X52  Elsődlegesen a szív-érrendszerre ható szerek
X53  Elsődlegesen a gyomor-bélrendszerre ható szerek
Y54  Elsődlegesen a vízháztartásra, ásványi és húgysav-anyagcserére ható szerek
Y55  Elsődlegesen a sima- és csontvázizmokra és a légzőrendszerre ható szerek
Y56  Elsődlegesen a bőrre és nyálkahártyákra ható topikus szerek, valamint szem-, fül-, orr-, gégegyógyászati és fogászati szerek
X57  Egyéb és k.m.n. szerek és gyógyszerek
Y58  Bakteriális oltóanyagok
Y59  Egyéb és k.m.n. oltó és biológiai anyagok
Műtéti és gyógykezelési balesetek (Y60-Y69)
Y60  Akaratlan vágás, szúrás, perforáció vagy vérzés a műtét vagy gyógykezelés során
Y61  A műtét és gyógykezelés alatt akaratlanul a testben hagyott idegentest
Y62  A sterilitás feltételeinek elégtelensége a műtét és gyógykezelés alatt
Y63  Dozirozási hibák a műtét és gyógykezelés alatt
Y64  Szennyezett orvosi vagy biológiai anyagok
Y65  Egyéb balesetek műtéti és kezelési ellátás során
Y66  Műtét vagy gyógykezelés elmulasztása
Y69  K.m.n. baleset a műtét vagy gyógykezelés során
Műtéti vagy gyógykezelési balesetek készülékekkel vagy berendezésekkel kapcsolatban (Y70-Y82)
Y70  Anaesthesiologiai eszközök okozta ártalmak
Y71  Szív- és érsebészeti eszközök okozta ártalmak
Y72  Fül-, orr-, gégegyógyászati eszközök okozta ártalmak
Y73  Gastro-enterológiai és urológiai eszközök okozta ártalmak
Y74  Általános kórházi és személyzeti használati eszközök okozta ártalmak
Y75  Neurológiai eszközök okozta ártalmak
Y76  Szülészeti és nőgyógyászati eszközök okozta ártalmak
Y77  Szemészeti eszközök okozta ártalmak
Y78  Radiológiai eszközök okozta ártalmak
Y79  Ortopédiai eszközök okozta ártalmak
Y80  Fizikoterápiai eszközök okozta ártalmak
Y81  Általános és plasztikai sebészeti eszközök okozta ártalmak
Y82  Egyéb és k.m.n. orvosi eszközök okozta ártalmak
Műtéti és gyógykezelési eljárások, mint a betegnél fellépő rendellenes reakció vagy késői szövődmény okai, a kezelés ideje alatti baleset említése nélkül (Y83-Y84)
Y83  Műtétek és egyéb sebészeti eljárások, int a betegnél fellépő rendellenes reakció vagy késői szövődmény okai, az eljárás ideje alatti baleset említése nélkül
Y84  Egyéb orvosi eljárások, mint a betegnél fellépő rendellenes reakció vagy késői szövődmény okai, az eljárás ideje alatti baleset említése nélkül
A morbiditás és mortalitás külső okainak következményei (Y85-Y89)
Y85  Közlekedési balesetek következményei
Y86  Egyéb balesetek következményei
Y87  Szándékos önártalom, testi sértés és nem meghatározott szándékú esemény következményei
Y88  Műtéti és gyógykezelési eljárás, mint külső ok, következményei
Y89  Egyéb külső okok következményei
A morbiditás és mortalitás máshova osztályozott okainak kiegészítő tényezői (Y90-Y98)
Y90  Alkoholos befolyásoltság meghatározása az alkoholszint alapján
Y91  Alkoholos befolyásoltság meghatározása az intoxikáció mérve alapján
Y95  Nosocomialis állapot
Y96  Munkával összefüggő állapot
Y97  Környezet-szennyezéssel összefüggő állapot
Y98  Életmóddal összefüggő állapot

## XXI. főcsoport – Az egészségi állapotot és egészségügyi szolgálatokkal való kapcsolatot befolyásoló tényezők (Z00-Z99)
Az egészségügyi szolgáltatásokat vizsgálat és kivizsgálás céljából igénybe vevő személyek (Z00-Z13)
Z00  Panaszmentes és kórisme nélküli személyek általános vizsgálata és kivizsgálása
Z01  Panaszmentes és kórisme nélküli személyek egyéb speciális vizsgálata és kivizsgálása
Z02  Vizsgálat .és feljegyzés adminisztratív okból
Z03  Orvosi megfigyelés és kiértékelés feltételezett betegségek és állapotok miatt
Z04  Vizsgálat és megfigyelés egyéb okból
Z08  Követő vizsgálat rosszindulatú daganat kezelése után
Z09  Követő vizsgálat nem rosszindulatú daganatos állapotok kezelése után
Z10  Meghatározott népességcsoport általános egészségügyi rutin ellenőrzése
Z11  Speciális szűrővizsgálat fertőző és parazitás betegségek vonatkozásában
Z12  Speciális szűrővizsgálat daganatok vonatkozásában
Z13  Speciális szűrővizsgálat egyéb betegségek és rendellenességek vonatkozásában
Fertőző betegségek potenciális egészségügyi kockázatának kitett személyek (Z20-Z29)
Z20  Fertőző betegségekkel való kontaktus és kitettség
Z21  HIV fertőzés tünetmentes állapota
Z22  Fertőző betegség hordozó
Z23  Egy baktériumféleségtől okozott betegség elleni immunizáció szükségessége
Z24  Egyetlen vírusféleségtől okozott bizonyos betegségek elleni immunizáció szükségessége
Z25  Egyetlen vírusféleségtől okozott egyéb betegségek elleni immunizáció szükségessége
Z26  Egyéb, egyetlen kórokú fertőző betegség elleni immunizáció szükségessége
Z27  Fertőző betegségek kombinációja elleni immunizáció szükségessége
Z28  Immunizálás elvégzése nem történt meg
Z29  Egyéb profilaktikus eljárások szükségessége
Az egészségügyi szolgálatot reprodukciós körülmények miatt igénybe vevő személyek (Z30-Z39)
Z30  Fogamzásgátlás
Z31  Terhességet elősegítő ellátás
Z32  Terhességi vizsgálat és teszt
Z33  Véletlen észlelt terhes állapot
Z34  Terhesgondozás
Z35  Veszélyeztetett terhes gondozása
Z36  Antenatalis szűrés
Z37  Szülés
Z38  Élveszületett csecsemők a szülés helyén
Z39  Szülés utáni ellátás és vizsgálat
Az egészségügyi szolgálatokat specifikus eljárások és egészségügyi kezelés végett igénybe vevő személyek
(Z40-Z54)
Z40  Profilaktikus műtét
Z41  Egyéb, nem az egészségügyi állapot kezelése céljából végzett eljárások
Z42  Gondozás plasztikai műtét után
Z43  Mesterséges testnyílás ellenőrzése
Z44  Külső protetikus eszközök felszerelése és beállítása
Z45  Implantált eszközök beállítása és kezelése
Z46  Egyéb eszközök felszerelése és beállítása
Z47  Ortopédiai gondozás
Z48  Sebészeti követés, gondozás
Z49  Dialízissel kapcsolatos ellátás
Z50  Rehabilitációs műveletekkel kapcsolatos ellátás
Z51  Egyéb orvosi ellátás
Z52  Szerv- és szövetdonorok
Z53  Az egészségügyi szolgálatot specifikus eljárások végett igénybe vevő személyek, akiknél az eljárás nem történt meg
Z54  Lábadozás
Szocioökonomiai és pszichoszociális körülmények potenciális egészségügyi kockázatának kitett személyek (Z55-Z65)
Z55  Az iskolázással és írás-olvasással kapcsolatos problémák
Z56  A foglalkoztatással és nem-foglalkoztatással kapcsolatos problémák
Z57  A foglalkozással kapcsolatos kockázati tényezők
Z58  A fizikai környezettel kapcsolatos problémák
Z59  Lakással és gazdasági körülményekkel kapcsolatos problémák
Z60  A szociális környezettel kapcsolatos problémák
Z61  A gyermekkor negatív élményeihez kapcsolódó problémák
Z62  A neveltetéshez kapcsolódó egyéb problémák
Z63  Egyéb, az első ellátási környezethez kapcsolódó problémák, beleértve a családi körülményeket
Z64  Bizonyos pszichoszociális körülményekkel kapcsolatos problémák
Z65  Egyéb, pszichoszociális körülményekkel kapcsolatos problémák
Az egészségügyi szolgálatokat egyéb körülményekben igénybe vevő személyek (Z70-Z76)
Z70  Konzultáció a szexuális szokást, magatartást és orientációt illetően
Z71  Az egészségügyi szolgálatokat egyéb konzultáció és orvosi tanács végett igénybe vevő személyek, m.n.o.
Z72  Az életvitellel kapcsolatos problémák
Z73  Az életirányítás nehézségeivel kapcsolatos problémák
Z74  A gondozótól való függőséggel kapcsolatos problémák
Z75  Egyéb, orvosi ellátással kapcsolatos problémák
Z76  Az egészségügyi szolgálatokat egyéb körülmények között igénybe vevő személyek
A családi és személyes kórelőzménnyel kapcsolatban egészségileg potenciális kockázatú személyek és az egészségi állapotot befolyásoló bizonyos tényezők (Z80-Z99)
Z80  Rosszindulatú daganat a családi anamnézisben
Z81  Mentális és viselkedési rendellenességek a családi anamnézisben
Z82  Rokkantsághoz vezető eltérések és idült betegségek a családi anamnézisben
Z83  Egyéb specifikus rendellenességek a családi anamnézisben
Z84  Egyéb állapotok a családi anamnézisben
Z85  Rosszindulatú daganat a személyes anamnézisben
Z86  Bizonyos egyéb betegségek a személyes anamnézisben
Z87  Egyéb betegségek és állapotok a személyes anamnézisben
Z88  Szerekkel, gyógyszerekkel és biológiai anyagokkal kapcsolatos túlérzékenység a személyes anamnézisben
Z89  Végtag szerzett hiánya
Z90  Szervek szerzett hiánya, m.n.o.
Z91  Rizikó-tényezők a személyes anamnézisben, m.n.o.
Z92  Orvosi kezelés a személyes anamnézisben
Z93  Mesterséges testnyílás
Z94  Transzplantált szerv és szövet
Z95  Szív- és ér-implantátumok és graftok jelenléte
Z96  Egyéb funkcionális implantátumok jelenléte
Z97  Egyéb eszközök jelenléte
Z98  Egyéb műtét utáni állapotok
Z99  Függőség az életvitel-alkalmassághoz szükséges gépektől és eszközöktől, m.n.o.